# Славія (футбольний клуб, Прага)
Спортивний клуб «Славія» Прага (чеськ. Sportovní klub Slavia Praha) або просто «Славія» Прага — чеський футбольний клуб з міста Прага. Заснований 2 листопада 1892 року, грає у Першій лізі Чехії. Домашні ігри, починаючи з сезону 2008-09, проводить на стадіоні «Фортуна Арена» місткістю 20 800 місць.
За кількістю виграних трофеїв це історично другий найбільш успішний чеський футбольний клуб. За всю історію футболу, разом зі своїм принциповим празьким суперником, «Спартою», «Славія» належить до найпопулярніших клубів чеського футболу. «Славія» виграла 21 титул чемпіона країни, 11 разів ставала переможцем національного Кубка. У 1938 році клуб виграв Кубок Мітропи, попередник нинішніх європейських кубків. В них клуб також регулярно брав участь і найбільшим досягненням став півфінал Кубка УЄФА 1995-96. У сезоні Ліги чемпіонів 2007-08 «Славія» вперше за свою історію вийшла до групового етапу. У 2019 році «Славія» дійшла до чвертьфіналу Ліги Європи 2018-19, а також вдруге у своїй історії кваліфікувалася до групового етапу Ліги чемпіонів 2019-20. У сезоні 2020-21 клуб знову дійшов до чвертьфіналу Ліги Європи. У чемпіонському сезоні Першої ліги Чехії 2020-21 команда завершила весь сезон без поразок і встановила рекорд Чехії за найдовшою серією без поразок у вищому дивізіоні у 54 іграх між 2020 і 2021 роками.
Окрім чоловічого складу, празька «Славія» має резервну, молодіжну та жіночу команди.
Серед найбільш відомих гравців клубу є Ян Кошек, Франтішек Планічка, Антонін Пуч, Франтішек Свобода (останні троє — срібні призери чемпіонату світу 1934 року), Йозеф Біцан, Ян Лала (срібний призер чемпіонату світу 1962 року), Франтішек Веселий (чемпіон Європи 1976 року), Павел Кука, Владімір Шміцер (обидва — фіналісти чемпіонату Європи 1996 року) та Мілан Шкода.

## Історія

### Поява клубу
З2 листопада 1892 року в празькому районі Виногради на зібранні Вищого літературно-риторичного клубу «Славія» (чеськ. Literární a řečnický spolek Slavia) був заснований спортивний відділ «СК АЦОС Прага» (чеськ. Sportovní klub Akademický cyklistický odbor Slavia Praha), спрямований на підвищення спортивної активності серед студентів. 23 листопада 1892 року Вацлав Кубр обраний президентом цього клубу. Спочатку клуб заснували як співтовариство велосипедистів, але незабаром після створення він був розформований поліцією за нібито антиавстрійську діяльність.

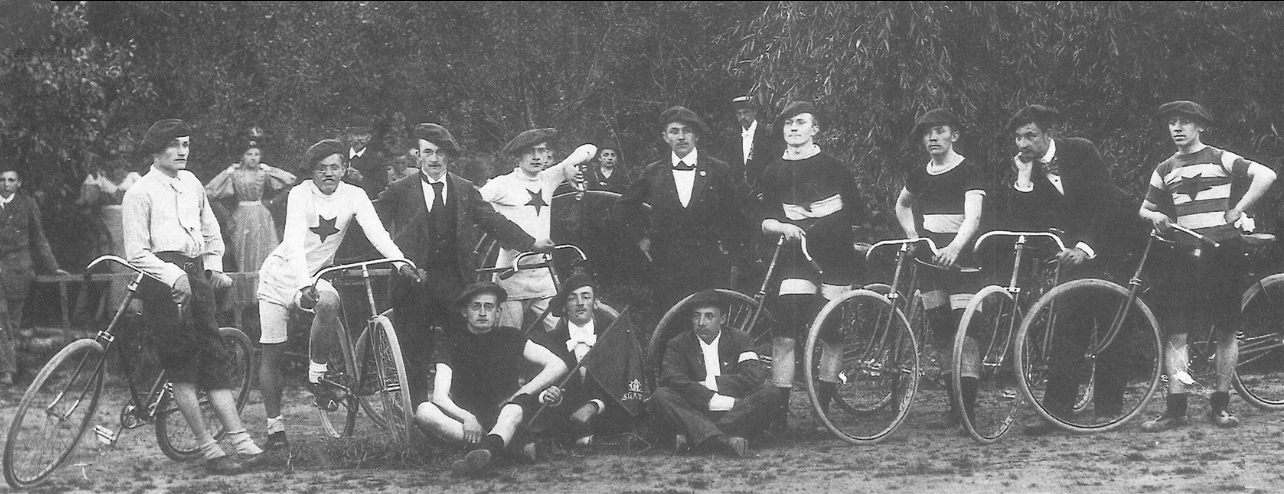
Перша фотографія засновників «Славії». В середині у береті стоїть Ярослав Гаусманн

31 травня 1895 року за ініціативою Ярослава Гаусмана заснована «СК Славія Прага» (чеськ. Sportovní klub Slavia Praha), що стала наступницею АЦОС. Першим головою організації став Карел Анкрт. Незабаром після цього слов'янські кольори — червоний і білий — стали офіційними кольорами клубу, їх додали до червоної п'ятипроменевої зірки, один з кутів якої спрямований вниз. Офіційною формою стала розділена навпіл червоно-біла футболка, із зіркою на білій половині. Перше тренування відбулося в листопаді 1895 року на Імператорському лузі. Спочатку «Славія» грала лише тренувальні матчі. У неї не було свого постійного поля, тому матчі проходили в різних місцях Праги.

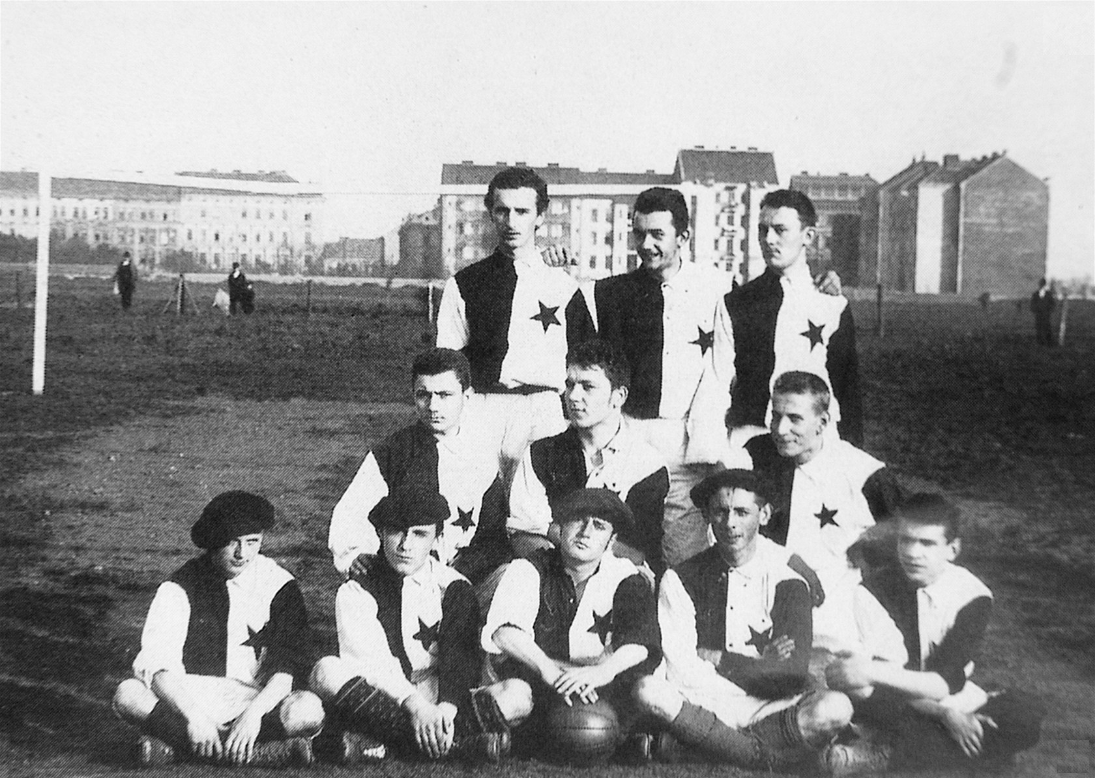
Перший склад «Славії» в 1896 році. У верхньому ряді посередині воротар Восатка, який не мав відмінної форми від гравців на полі.

25 березня 1896 року команда здобула свою першу перемогу проти клубу «Прага» з рахунком 5:0. За чотири дні, 29 березня, команда зіграла проти празької «Спарти» на Імператорському лузі. Зустріч завершилася нульовою нічиєю, в якій було скасовано гол «Спарти» через порушення правил. Цей матч став початком багаторічного суперництва між двома столичними клубами.

### На початку століття і перша світова війна
З моменту створення клуб став панівним на чеській футбольній арені. Між 1896 і 1902 роками він виграв шість з дев'яти розіграшів неофіційного чемпіонату Чехії і Моравії. При цьому більшість клубів з Богемії «Славія» перемагала з великим рахунком. Наприклад, головний суперник, «Спарта», зумів перемогти «Славію» лише у 7-му матчі. У 1899 році «Славії» було надано поле для домашніх матчів у Летні. У тому ж році вона зіграла перший міжнародний матч з «Берліном» (нім. SC Berlin).

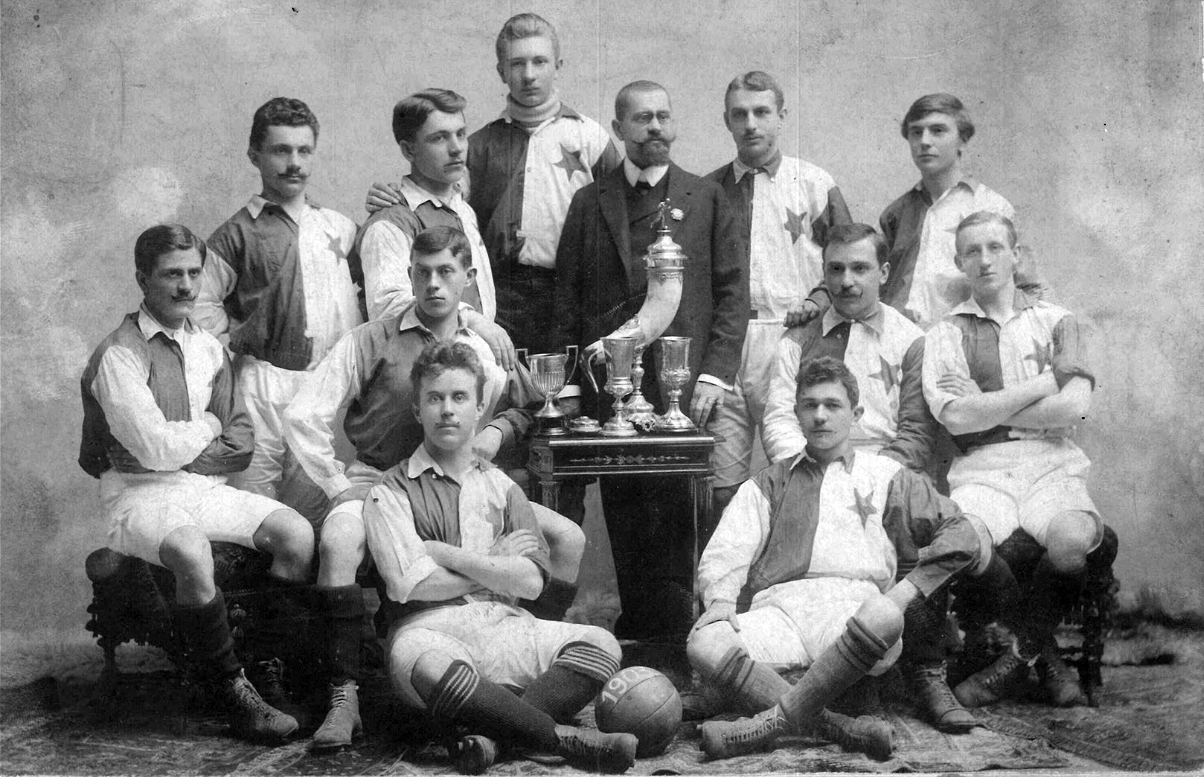
«Славія» у 1903 році зі своїм новим бомбардиром Яном Кошеком (крайній праворуч у середньому ряді)

У 1903 році до «Славії» перейшов Ян Кошек, що став одним з найкращих чеських гравців свого часу і до 1914 року забив 804 голи. За сезон 1911 року цей феноменальний футболіст забив 135 голів. У 1905 році клуб очолив шотландський тренер і колишній гравець «Селтіка» Джон Вільям Мадден, привнісши до клубу свої тактику і погляди на футбол, що згодом значно покращили гру команди і допомогли їй досягти істотного прогресу в чеському чемпіонаті. Маддену вдалося встановити гегемонію команди в чемпіонаті, яка тривала мало не 25 років, цей період пізніше назвуть «золотим століттям» для клубу. Крім цього шотландський фахівець тренував збірну Богемії, що здебільшого складалася із гравців «Славії» і в 1911 році виграла чемпіонат Європи серед аматорів у Франції.
У 1901 році в Летні була побудована перша трибуна клубного стадіону, який поступово розширювався. На початку століття «Славія» була найсильнішим клубом країни, тому здебільшого виступала на міжнародній арені. У першому десятилітті XX століття «Славія» неофіційно вважалась одним з найкращих футбольних клубів в континентальній Європі, де обігрувала європейські відомі клуби, зокрема «Расінг» Париж (8:0) у 1901 році, «Будапешт ТК» (12:0) та «Рапід» Відень (14:1) у 1903 році, «Саутгемптон» (4:0) у 1905 році, «Селтік» (3:3) та «Баварію» Мюнхен (13:0) у 1906 році, а також «Мідлсборо» (3:2) у 1908 році.

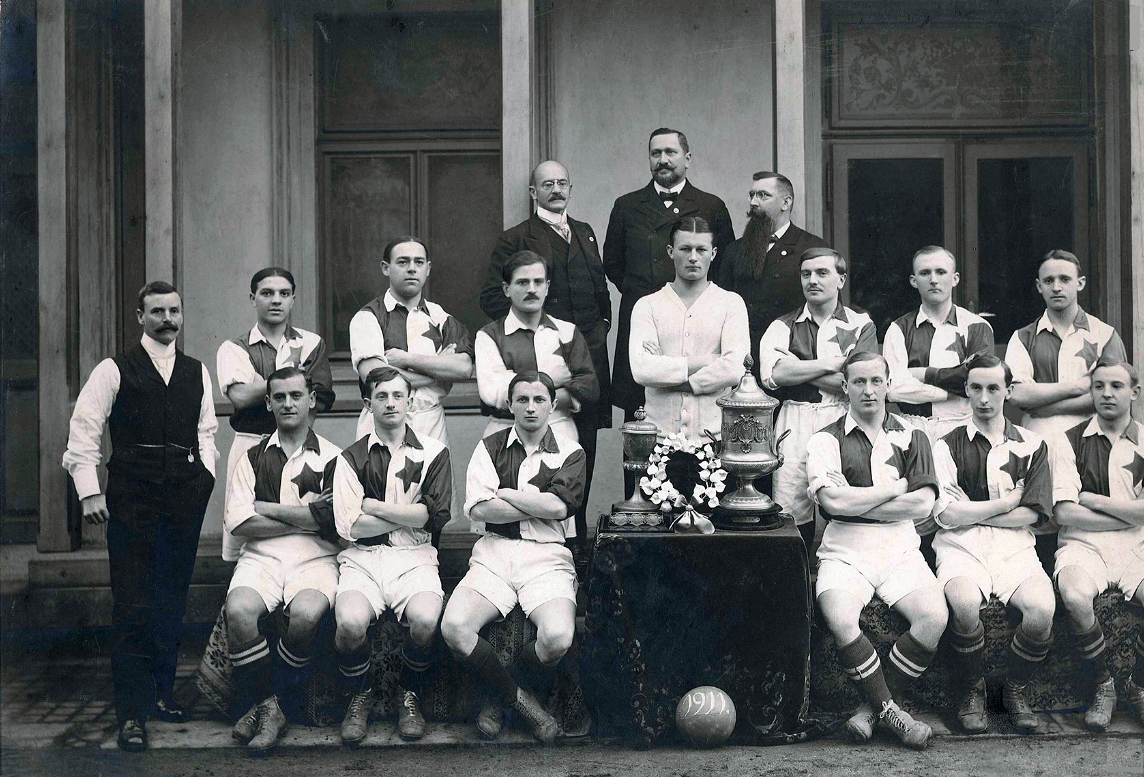
«Славія» у 1911 році. Ліворуч стоїть тренер Джон Вільям Мадден, що очолював команду протягом 25 років (1905—1930).

Втім 1908 року на вимогу Австро-Угорщини ФІФА вилучила з числа своїх членів футбольну федерацію Богемії. Це зумовило значне зменшення міжнародних матчів для «Славії». Чеські клуби відмовились приєднатися до Австрійської футбольної федерації. Частково ізольована від міжнародних матчів, «Славія» долучилася до участі у місцевому Кубку милосердя і в період з 1909 по 1916 рік чотири рази вигравала турнір. Також «Славія» здобула перший чемпіонський титул Богемії в 1913 році і повторила це досягнення у розіграші 1915 року.

### Формування ліги та перші професійні розіграші (1925—1932)
З 1918 року, одразу після завершення Першої світової війни і створення незалежної Чехословаччини, регулярно став проводитись Середньочеський кубок, що став заміною Кубка милосердя. У цьому турнірі «Славія» також стала головним фаворитом. За час проведення цього змагання вона виграла в цілому 10 разів, що є рекордом турніру.

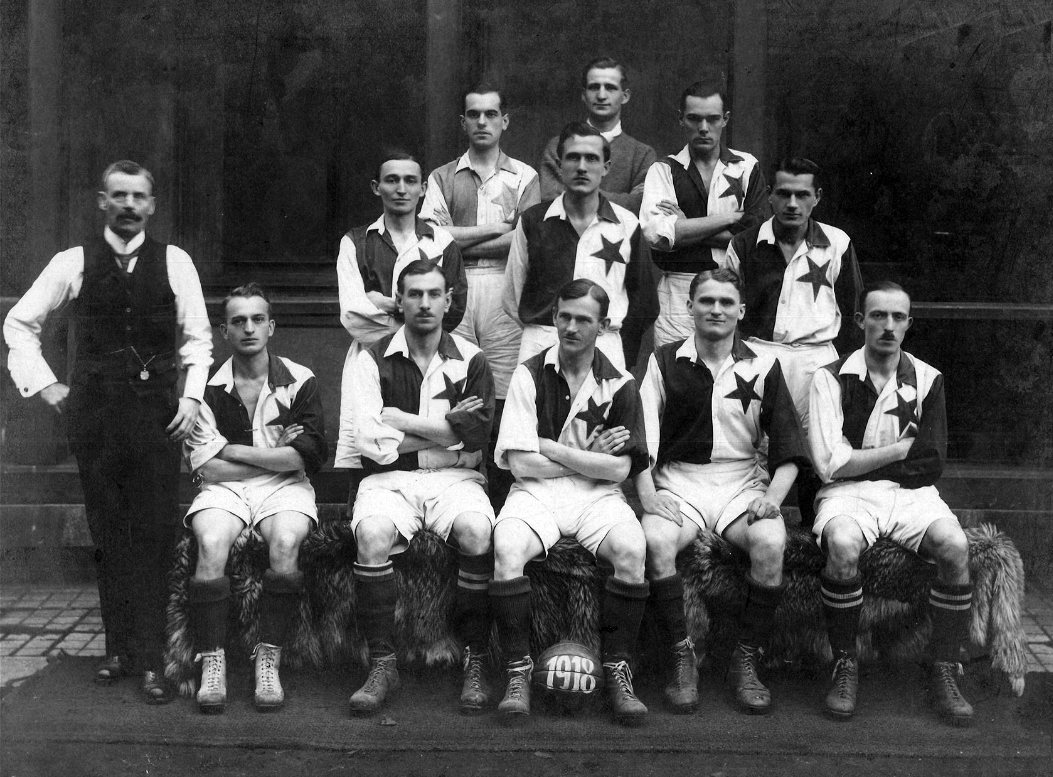
«Славія» у 1918 році.

1925 року створено професіональну лігу і вперше проведено чемпіонат Чехословаччини. У першому матчі турніру «Славія» обіграла «Лібень» (Прага) з рахунком 9:3, і в підсумку стала першим професіональним чемпіоном Чехословаччини, обійшовши за додатковими показниками «Спарту». Наступні три розіграші «Славія» ставала другою і лише 1929 року повернула собі звання чемпіона країни, зберігаючи його і протягом наступних двох сезонів. Після закінчення сезону 1929/30 команду покинув тренер Джон Вільям Мадден, який працював там з лютого 1905 року, понад 25 років. При цьому у своєму останньому сезоні він виграв з командою чемпіонат, не втративши жодного очка, — 14 перемог у 14 матчах, а також став фіналістом міжнародного турніру Кубок Націй 1930 року. Завоювавши п'ятий титул чемпіона у сезоні 1930/31, «Славія» зрівнялась зі «Спартою» за кількістю титулів.
Крім цього, команда почала стабільно виступати на міжнародному Кубку Мітропи, клубному турнірі, до якого допускались призери центральноєвропейських чемпіонатів, або володарів національних кубків. «Славія» дебютувала на турнірі у першому розіграші 1927 року, де в чвертьфіналі легко пройшла угорський «Уйпешт» (4:0, 2:2), втім у півфіналі поступилась віденському «Рапіду» (2:2, 1:2). Надалі празький клуб зіграв у всіх без винятку довоєнних розіграшах до турніру 1939 року. У перші роки існування Кубка «Славія», на відміну від свого головного конкурента «Спарти», не могла здобути трофей. У турнірі 1929 року «Славія» вперше вийшла у фінал, де розгромно поступилась «Уйпешту» (1:5, 2:2). Вдруге близькою до виходу у фінал празька команда була на Кубку Мітропи 1932 року. Там у першому півфіналі з рахунком 4:0 був розбитий італійський «Ювентус». Матч відрізнявся надмірним рівнем грубощів. Гравці і навіть тренери постійно намагалися вплутатися в бійку, і поліції доводилося чергувати біля лав запасних, іноді вибігаючи і на поле. Передбачалося, що у матчі-відповіді також можуть бути провокації, тому на гру було залучено велику кількість поліції і військових. Італійські вболівальники з перших хвилин поєдинку у Турині почали кидати на поле каміння, а кожен доторк м'яча гравцями «Славії» супроводжувався огульним свистом на стадіоні. На самому початку другого тайму матчу за рахунку 2:0 на користь «Ювентуса» з трибуни прилетів камінь, що потрапив у голову чеського воротаря Планічки, який впав, втративши свідомість. Коли вдалося привести воротаря до тями, «Славія» вирішила не продовжувати матч і пішла з поля. Чеські гравці замкнулися в роздягальні, яку оточили розлючені італійські фанати. Лише кордон з півтори тисячі солдатів регулярної армії та поліції зуміли стримати їх натиск. За правилами Кубку, команді, яка відмовилася продовжувати матч, зараховувалась поразка 0:3, за якої «Ювентус» програвав із загальним рахунком 3:4 і не потрапляв у фінал. Тому виник варіант з проведенням додаткового поєдинку на нейтральному полі. Однак сторонам не вдалося домовитися, і, урешті-решт, керівництво турніру вирішило дискваліфікувати обидві команди. В результаті переможець другого півфіналу, італійський клуб «Болонья», став володарем срібної чаші.

### Роки найбільших успіхів (1932—1939)
Міжвоєнний період став найуспішнішим в історії «Славії», коли команда виграла 13 чемпіонських титулів. У 1934 році клуб був базовим для збірної Чехословаччини, що взяла срібні нагороди на чемпіонаті світу 1934 року — в фінальному матчі вийшли на поле вісім представників «Славії», в тому числі капітан і легендарний воротар Франтішек Планічка і найкращий бомбардир в історії збірної Чехословаччини Антонін Пуч.

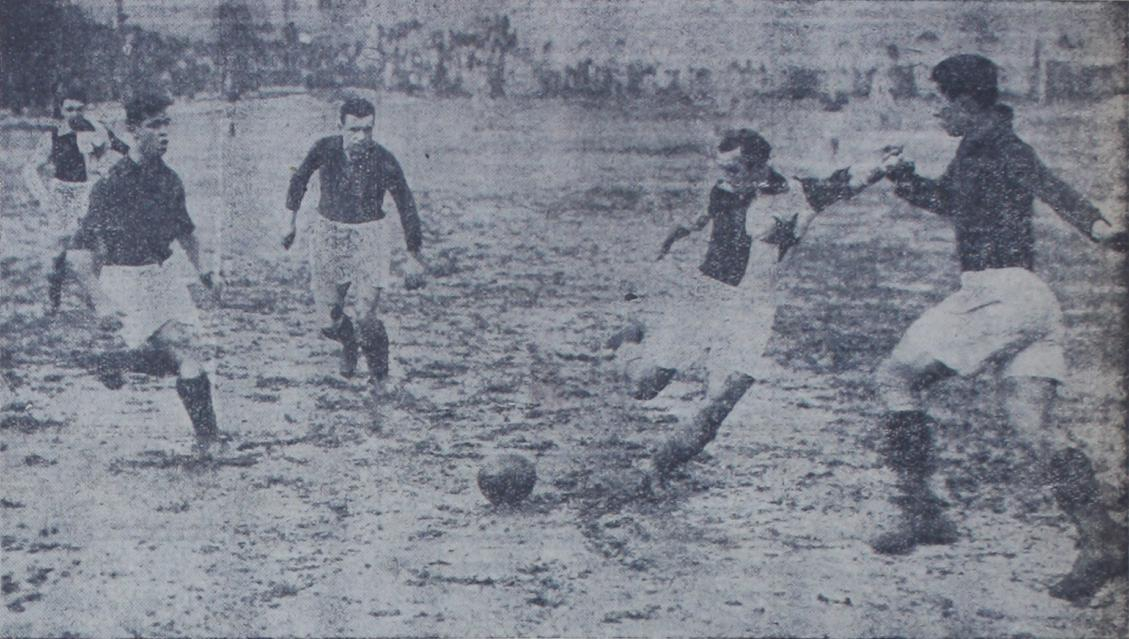
Матч «Славії» проти об'єднаної турецької команди «Фенербахче» та «Галатасарая». 25 грудня 1931 року.

У сезоні 1931/32 «Славія» стала другою і після трьох років чемпіонств віддала титул головному супернику — «Спарті». Втім після цього знову пішла серія із трьох титулів чемпіона Чехословаччини поспіль. Загалом 8 титулів означало одноосібне лідерство над «Спартою», що мала тільки шість перемог. Втім надалі «Славія» збавила оберти і аж до моменту вторгнення нацистських військ навесні 1939 року виграла лише одне чемпіонство у сезоні 1936/37. У цьому розіграші команда також вперше вирушила на матч чемпіонату на літаку — на гру проти «Русі» (Ужгород). По завершенні того сезону ужгородська команда вилетіла з вищого дивізіону, проте основний воротар, українець Олекса Бокшай перейшов у «Славію», ставши дублером Планічки. На чемпіонаті світу 1938 року Планічка отримав травму і був змушений завершити кар'єру, в результаті чого Бокшай став основним воротарем команди.
| Віце-чемпіони світу 1934 року | Віце-чемпіони світу 1934 року |
| ----------------------------- | --- |
| Учасники фіналу               | Франтішек Планічка, Ладислав Женишек, Рудольф Крчил, Штефан Чамбал, Антонін Пуч, Їржі Соботка, Франтішек Свобода, Франтішек Юнек |
| Резерв                        | Властиміл Копецький, Адольф Шимперський, Антонін Водічка                                                                         |

#### Кубок Центральної Європи 1938
На 1938 рік «Славія» мала сімнадцять титулів і безліч маленьких трофеїв з регіональних змагань, і лише після цього команда здобула перший і наразі єдиний міжнародний трофей — у 1938 році «Славія» виграла Кубок Центральної Європи, або Кубок Мітропи. На той час у Європі не було повноцінного євротурніру, і команди грали в регіональних змаганнях, найпопулярнішим з яких був саме Кубок Мітропи. Того року в розіграші взяли участь команди з Угорщини, Італії, Югославії Румунії і, звичайно, чотири команди з Чехословаччини.
У першому раунді «Славія» змагалася із суперником з Югославії, клубом БСК (Белград). Обидва матчі виграла (3:2 та 2:1) і вийшла до чвертьфіналу. Там «Славія» в першій грі з рахунком 9:0 розгромила «Амброзіану-Інтер», хоча і програла у матчі-відповіді 1:3. На півфінал празька команда мала повернутись до Італії, де знову поступилась, на цей раз 2:4 від «Дженови 1893». Втім у домашній грі «Славія» переломила ситуацію. Матч переривався кілька разів через бунт італійців, а арбітр погрожував закінчити матч. Зрештою це не відбулося, і Йозеф Біцан забивши чотири голи допоміг своєму клубу виграти 4:0 та вийти вдруге в історії до фіналу, де їх чекав угорський «Ференцварош». Перший фінальний матч на чеській території нетрадиційно проходив на Страговському стадіоні. Причиною стала більша місткість, яка дозволила більш ніж 45 000 глядачам відвідати гру. Гра вийшла не найкращою, «Славія» першою пропустила, але потім вийшла вперед і врешті-решт закінчила внічию 2:2. Другий матч у Будапешті зіграли в неділю, 11 вересня, за присутності 35 000 чоловік, у тому числі 6 000 чехів. «Славія» виступила набагато краще, ніж у першому матчі, і перемогла 2:0, здобувши таким чином перший міжнародний трофей, який підняв першим капітан «червоно-білих» Фердинанд Даучик.
| Переможці Мітропи |
| --- |
| Олекса Бокшай; Карел Черний, Фердинанд Даучик (), Карел Пруха, Кароль Даучик, Властиміл Копецький, Вацлав Горак, (Бедржих Вацек), Ладислав Шимунек, Йозеф Біцан, Войтех Брадач, Рудольф Витлачил. |
| Тренер — Ян Райхардт. |

### Протекторат Чехії та Моравії
З 1939 року, після того як Чехословаччина була окупована Третім рейхом і був створений протекторат Богемії та Моравії, «Славія» знову стала найсильнішою командою в регіоні. Чеські команди не стали виступати у чемпіонаті Німеччини і продовжили розігрувати окремий чемпіонат Богемії та Моравії, який «Славія» виграла чотири рази поспіль з 1940 по 1943 рік. Крім цього у 1941 і 1942 роках «червоно-білі» також ставали володарями Кубку Чехії, що став розігруватись з 1940 року. У сезоні 1943/44 «Славія» вперше не стала чемпіоном, пропустивши вперед «Спарту», втім Йозеф Біцан забив у тому розіграші 57 голів, встановивши абсолютний рекорд за кількістю голів в історії чемпіонатів Чехії та Чехословаччини. Наступний сезон 1944/45 не відбувся через радянське вторгнення у Чехословаччину.

### Перші повоєнні роки

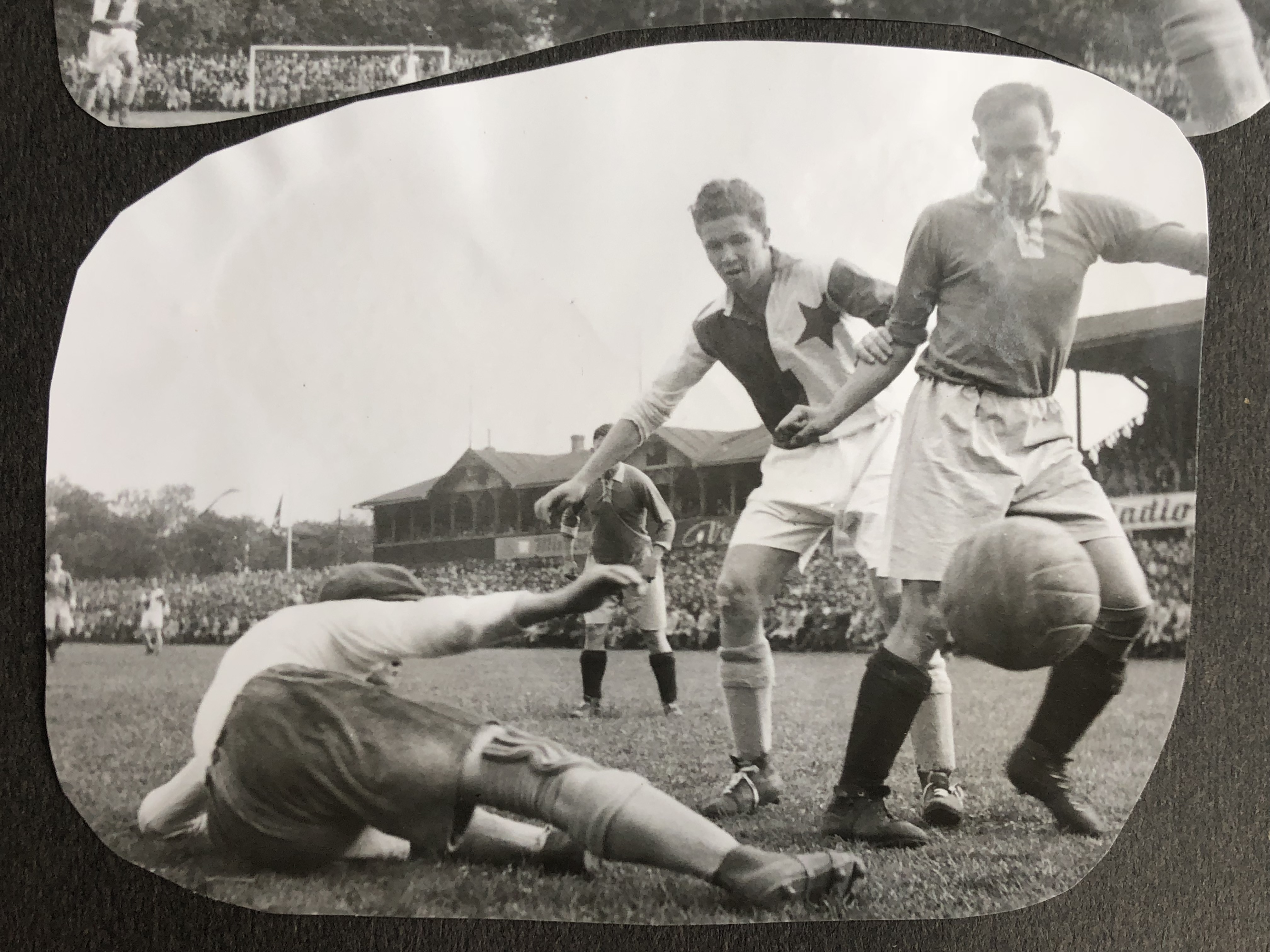
Матч «Славії» у 1940-ві роки. В атаці.

У 1945 році «Славія» знову здобула Кубок Чехії, який в цьому році називався Кубком визволення (чеськ. Pohár osvobození). Перший повоєнний сезон чемпіонату 1945/46 проводився у двох групах з десяти команд, переможцями яких стали «Спарта» та «Славія», що і мали розіграти золоті нагороди. «Спарта» виграла 4:2 і 5:0, ставши першим повоєнним чемпіоном Чехословаччини. Наступного сезону «Славія» зуміла повернути собі чемпіонське звання, яке не зуміла втримати у наступному сезоні 1947/48, в якому «Спарта» здобула перемогу завдяки кращій різниці голів.
1948 року команда об'єдналась із клубом «Сокол Прага VII» (чеськ. Sokol Praha VII) і в сезоні 1948/49 почала виступати під новою назвою «Сокол Славія Прага VII». За результатами першого кола команда була на першому місці, втім в кінці року чемпіонат було перервано через реорганізацію ліги, яку перевели на радянську модель «весна-осінь» і жоден з клубів не був нагороджений.
У 1949 році відбулося ще одне злиття, цього разу з «Динамо» (Прага) (чеськ. Dynamo Praha), в результаті якого команда з назвою «ЗСЄ Динамо Славія Прага» посіла лише п'яте місце у чемпіонаті. Втім, після встановлення 1948 року у країні комуністичного режиму, у футболі також почались серйозні зміни. Зокрема з'явився новий футбольний клуб АТК (Прага), що 1956 року отримав назву «Дукла» в пам'ять про битви, які чехословацька армія вела в 1944 році на Дукельському перевалі, який курувався чехословацькою армією і на найближчі десятки років став одним з найсильніших клубів країни. До АТК зі «Славії» перейшла низка основних гравців, зокрема і Ота Гемеле та Їржі Трнка, що були гравцями національної збірної. Також клуб покинув багаторічний лідер і бомбардир Йозеф Біцан.

### Початок кризи (1950-ті)
Негативна тенденція тривала і на початку 1950-х років. У сезоні 1950 року «Славія» була лише сьомою, а у сезоні 1951 під керівництвом Вілема Кьоніга клуб став лише 11 і вперше у своїй історії вилетів у нижчий дивізіон. У другому дивізіоні, у чемпіонаті Праги сезону 1952 року, команда стала першою і відразу повернулась у вищий дивізіон. У 1953 році назва клубу була змінена на ДСО «Динамо» (Прага), а наступного на ТЄ «Динамо» (Прага), до того ж команді довелося грати у стандартних «динамівських» синьо-білих кольорах, попри невдоволення вболівальників. У наступні кілька років «Динамо» було середняком чемпіонату, а 1955 року міністр оборони Чехословаччини Алексей Чепічка звинуватив одну з головних легенд клубу Йозефа Біцана, що у 1953 році повернувся в рідну команду, у впровадженні «буржуазних елементів» в футболі, в результаті чого Біцан змушений був закінчити ігрову кар'єру.
У сезоні 1956 року команді дозволили повернути свої історичні червоно-білі кольори. Восени 1956 року «Динамо» було на гастролях в Південній Африці, де виграло чотири з п'яти матчів. Однак, повернувшись до Чехословаччини, команда програла всі відкладені матчі і посіла 10 місце, зберігши місце в еліті лише завдяки кращій різниці м'ячів, ніж у «Динамо» (Жиліна). У сезоні 1957/58, який став першим після повернення на систему «осінь-весна» і тривав півтора року, клуб закінчив п'ятим, а у фінальній таблиці сезону 1958/59 «Динамо» здобуло бронзу — це стало найкращим результатом після лютневого перевороту 1948 року.

### Остаточний занепад та загроза зникнення (перша половина 1960-х)
У сезоні 1959/60 команда виступила невдало, посівши 11 місце і лише на одне очко опинилась вище за зону вильоту. У тому ж сезоні «Динамо» вийшло у фінал Кубка Чехословаччини, але не виграло трофей, поступившись клубу «Руда Гвєзда» із Брно. Втім, вже у наступному сезоні команда посіла останнє 14 місце і вдруге в історії вилетіла до нижчого дивізіону. Свою групу в Другій лізі сезону 1961/62 «Динамо» виграло і повернулося до Першої ліги. Проте там клуб пробув лише один сезон і знову посівши останнє 14 місце покинув еліту. Єдиною втіхою того сезону стала ще одна участь у фіналі Кубка Чехословаччини, але і цього разу «динамівці» програли, на цей раз «Словану» (Братислава).
Криза продовжилась наступного року у Другій лізі. Команда замість того, щоб повернутися до Першої ліги, боролися за збереження місця у Другій лізі і закінчила сезон 1963/64 на відстані трьох очок від зони вильоту. Гравці шукали нові клуби і навіть фанати відвернулися від команди. З'явилась небезпека, що в разі вильоту команду буде розформовано, а стадіон перейде до клубу «Богеміанс».
Частина вболівальників «Динамо» не хотіла приймати загрозу зникнення знаменитого клубу. Літературознавець Їржі Гаєк опублікував в журналі «Пламен» заклик шанувальникам клубу зібратися разом і спробувати знайти можливості порятунку команди. Зустріч відбулася 23 березня 1964 року в Слов'янському домі, в якій взяли участь понад тисячу осіб — більше, ніж приходило на матчі клубу у Другій лізі. Вони заснували Союз друзів Славії (чеськ. Sdružení přátel Slávie), членами якого серед інших стали літературні критики Їржі Гаєк і Франтішек Бенгард, письменники Людвік Ашкеназі і Павел Гануш, актори Владімір Брабєц, Мілош Несвадба і Карел Еффа, поети Мірослав Червенка і Мірослав Флоріан, режисер Ян Фішер (режисер) і перекладач Вальтер Фельдштейн. Згодом організацію перейменували у «Відділ друзів і прихильників Славії» (чеськ. Odbor přátel a příznivců Slavie), що існує і донині. Союз друзів організував кілька культурних вечорів «Славії», доходи від якого передали на потреби клубу. Виступали, зокрема, оперні співаки Зденек Отава та Едуард Гакен, актори Ладіслав Пешек, Ярослав Войта і Ян Півець та інші. Всі виконавці відмовилися від плати на користь «Славії». За допомогою Союзу друзів «Славії» нарешті вдалося зберегти команду. У той час вона все ще мала ім'я «Динамо» і Союз зосередив свої зусилля на поверненні первісного імені. Чиновники чехословацького союзу фізкультури і спорту (CSTV) відкинули цю вимогу і зірвали спробу злитися зі шкільною фізкультурною спільнотою «Славія Вршовіце» (чеськ. Slavia Vršovice), але з третьої спроби чиновники все ж погодились на перейменування і з 1964 року клуб знову став називатись «СК Славія Прага».
Союз друзів також придбав (за спиною керівництва спортивного клубу) деяких гравців, найбільш важливим з яких став Франтішек Веселий з «Дукли». Веселий провів у «Славії» п'ятнадцять років і став одним із найважливіших гравців в історії клубу. У сезоні 1964/65 команда під керівництвом тренера Франтішека Іпсера виграла свою групу в Другій лізі і повернулася в еліту і відтоді ніколи не понижувалась у класі. На вирішальний матч проти команди «Спартак» (Пльзень) прийшли 42 000 глядачів, встановивши рекорд відвідування Другої ліги.

### Повернення в еліту (друга половина 1960-х)
У першому сезоні після повернення в Першу лігу (1965/66) команда набрала однакову кількість очок з «Дуклою» і «Спартою», але за додатковими показниками стала лише третьою. Саме празьке дербі, що відбулося 4 вересня 1965 року на Стадіоні Евжена Рошицького, зібрало 50 105 глядачів, тим самим встановивши рекорд відвідуваності Чехословацької футбольної ліги.

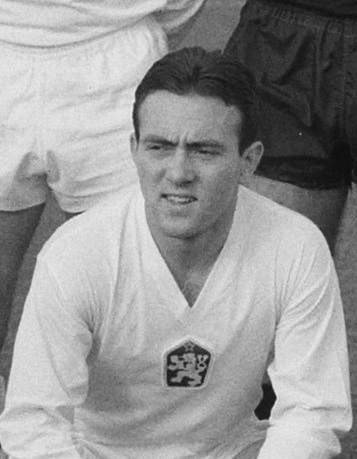
Франтішек Веселий — один з лідерів «Славії» 1960-х та 1970-х років.

З наступного сезону результати погіршилися — у сезоні 1966/67 «Славія» стала п'ятою, роком пізніше — восьмою, а потім навіть чотири рази за п'ять сезонів закінчувала лише трохи вище зони вильоту. Не кращими були справи і в національному Кубку — в 1969, 1970 і 1971 роках клуб незмінно вилітав на ранніх стадіях від команд нижчого дивізіону.
Наприкінці 1967 року «Славія» відправилася в закордонне турне по Америці, Австралії та Азії. В цілому, вона зіграла 16 матчів, в яких здобула 12 перемог, три нічиї та одну поразку.
У сезоні 1969/70 клуб після тривалої перерви знову зіграв у Кубку Мітропи, який вже не мав такого статусу через появу низки інших турнірів, зокрема Кубку європейських чемпіонів та Кубку володарів Кубків, що проводились УЄФА, а також Кубку Інтертото і Кубку ярмарків, що проводились без підтримки УЄФА, втім згодом їх теж визнала асоціація. В результаті цього, у Кубку Мітропи виступали вже далеко не найкращі команди центральноєвропейських країн і «Славія», здолавши італійську «Верону» і югославський «Хайдук», вийшла до півфіналу змагань, де програла майбутньому тріумфатору турніру, угорському «Вашашу». Влітку 1970 року «Славія» зіграла і в Кубку Інтертото, де стала переможцем своєї групи (після групового етапу турнір не продовжувався і всі вісім команд ставали переможцями). У листопаді та грудні того ж року «Славія» відправилась у турне Іраном та Іраком, де здобула шість перемог, одну нічию та зазнала трьох поразок.

### Виступи у 1970-ті і 1980-ті роки
«Славія» знову вийшла на провідні ролі в чехословацькому футболі в 1970-х роках. У 1973 році спонсором «Славії» стала компанія IPS, яка поліпшила фінансове становище клубу. При цьому назва спонсора стала частиною імені клубу в 1977—1991 роках — «ТЄ Славія ІПС Прага» (1977—1978) та «СК Славія ІПС Прага» (1978—1991).
Під керівництвом тренера Ярослава Яреша команда з 1974 по 1978 рік тричі ставала бронзовим призером чемпіонату і ще по разу четвертою і п'ятою. При цьому в сезоні 1975/76 клубу для чемпіонства вистачило б нічиєї в останньому турі, але «Славія» програла і в підсумку посіла лише третє місце. Крім того «Славія» виграла Кубок Чехії в 1974 році, втім у матчі проти володаря Кубка Словаччини «Слована» (Братислава) зазнала поразки і не здобула Кубок Чехословаччини. Тричі за цей період команда виступала в європейських кубках (Кубок володарів кубків 1974/75, а також Кубок УЄФА у сезонах 1976/77 та 1977/78), але завжди вилітала на ранніх етапах. Ключовими гравцями тієї команди були Франтішек Веселий та Роберт Сегмюллер, що протягом п'яти сезонів за «Славію» забив 54 голи. У сезоні 1974/75 років «Славія» здійснила турне по Північній, Центральній та Південній Америці, де провела загалом 10 товариських матчів.
Надалі результати клубу трохи погіршились і він у більшості сезонів перебував в середині таблиці чемпіонату, повернувшись до боротьби за медалі лише у середині 1980-х років. Найкращого результату «Славія» досягла в сезоні 1984/85 (знову ж під керівництвом тренера Яреша), посівши третє місце і після восьми років знову отримала право на участь в Кубка УЄФА 1985/86, де знову вилетіла вже у першому раунді. У 1987 році команда дійшла до фіналу Кубка Чехії, але поступилася в серії пенальті «Спарті».
У літнє міжсезоння 1988 року команда була значно ослаблена відходом двох зірок — Іво Кнофлічека і Любоша Кубіка. Попри це команді вдалося зайняти четверте місце у чемпіонаті і знову вийти у фінал Кубка Чехії.
| Чемпіони Європи 1976 року | Чемпіони Європи 1976 року |
| ------------------------- | ------------------------- |
| Учасник фіналу            | Франтішек Веселий         |
| Резерв                    | Павол Бірош, Душан Герда  |

### В останні роки Чехословаччини
У листопаді 1989 року гравці «Славії» вирішили підтримати оксамитову революцію і не вийшли на матч чемпіонату проти «Хеба», гравці якого теж приєдналися до страйку. Після падіння комуністичного режиму «Славія» знову стала лідером чехословацького, а потім чеського футболу. Цьому сприяли, зокрема, фінансування чесько-американського підприємця Бориса Корбеля (загалом близько 180 мільйонів крон). Корбель прийшов з наміром побудувати в Чехословаччині сильний футбольний клуб, який би міг конкурувати з європейськими командами. Після того як його пропозиція була відхилена «Спартою» в 1991 році, він звернувся до «Славії», де його пропозицію прийняли. Завдяки фінансуванню «Славія» змогла зібрати сильну команду: клуб зміцнився серед інших гравцем молодіжної команди «Спарти» Патріком Бергером та півзахисником «Острави» Радімом Нечасом, за якого «Славія» заплатила на той час рекордні 24 мільйони чехословацьких крон, а також придбала зіркових іноземців — володаря Кубка європейських чемпіонів югослава Драгишу Бинича і радянського олімпійського чемпіона Володимира Татарчука.
Сезон 1991/92 команда закінчила на четвертому місці і через сім років знову кваліфікувалась до європейських кубків. Однак у Кубку УЄФА 1992/93 «Славія» вкотре виступила невдало і вилетіла на першому етапі. Наприкінці сезону 1992/93, за результатами якого команда стала другою, Корбель пішов у відставку і перестав підтримувати клуб фінансово. Це був останній розіграш чемпіонату Чехословаччини.

### Відновлення панівного становища та чемпіонство
У 1994 році було збільшено власний капітал, з придбанням квартальних пакетів акцій клубу компанією PPF та Міланом Вінклером через свою компанію WIKA. Вінклер став керівником клубу, втім вже у червні 1994 року його заарештували у зв'язку з фальсифікацією рахунків. Частку Вінклера викупила DR.AG., що належала Петру Келлнеру, Карелу Чабану, Яну Їскрі, Петру Крейчі, Ладіславу Бартонічеку і PPF, яка згодом викупила акції цих підприємців і стала власником 50 % акцій «Славії».
У першому сезоні незалежного чемпіонату Чехії (1993/94) клуб вдруге поспіль став другим, а у єврокубках знову не вдалося пройти перший раунд. Також другою «Славія» стала і наступного сезону 1994/95. Переломний момент настав у сезоні 1995/96, в якому команда під керівництвом тренера Франтішека Ціпро стала чемпіоном Чехії (після 49 років без чемпіонств) і дійшла до півфіналу Кубка УЄФА. Кістяк «Славії» (Ян Сухопарек, Радек Бейбл, Карел Поборський, Владімір Шміцер) також став основою чеської збірної на Євро-1996, яка дісталась фіналу змагань. Проте після успішного турніру ці гравці роз'їхались по європейських топ-чемпіонатах, а «Славія» програла в кваліфікації Ліги чемпіонів 0:6 за сумою двох матчів швейцарському «Грассгопперу», після чого швидко вилетіла і з Кубку УЄФА. Чемпіонат клубу виграти також не вдалося, але «Славія» здобула Кубок Чехії. Крім цього, 2 жовтня 1996 року на матчі «Брно» проти «Славії» зібралось 44 120 глядачів, встановивши рекорд відвідуваності на матчах чемпіонату Чехії.
| Віце-чемпіони Європи 1996 року | Віце-чемпіони Європи 1996 року                               |
| ------------------------------ | ------------------------------------------------------------ |
| Учасники фіналу                | Ян Сухопарек, Карел Поборський, Радек Бейбл, Владімір Шміцер |
| Резерв                         | Павел Новотний                                               |

### Під управлінням ENIC (1997—2008)
У жовтні 1997 року 54 % акцій клубу «Славія» купила британська компанія ENIC. Її частка поступово зростала протягом чотирьох років до 96,7 %. Компанія також купила частки в кількох інших великих європейських клубах (наприклад, «Рейнджерс», «Валенсія» та «Тоттенгем Готспур»), ймовірно, з метою створення транснаціональної футбольної ліги, яка б могла конкурувати з Лігою чемпіонів УЄФА. Владімір Лешка став директором клубу, а ENIC профінансувала «Славію» за допомогою кредитів на суму 110 мільйонів крон.
Під час співробітництва з ENIC «Славія» була в авангарді чемпіонату Чехії, але так жодного разу не змогла виграти турнір. У 1999 та 2002 роках вона стала переможцем національного Кубка. На європейській арені «Славія» також здобула кілька успіхів, зокрема дісталась чвертьфіналу Кубка володарів кубків 1997/98 і чвертьфіналу Кубка УЄФА 1999/00. Тим не менше команді так і не вдавалось вийти в груповий етап Ліги чемпіонів — найближче до цього клуб був в сезоні 2000/01, коли в останньому раунді кваліфікації у першій грі пражани в гостях перемоги 1:0 донецький «Шахтар», але в домашній грі на останніх секундах матчу програли 0:2.

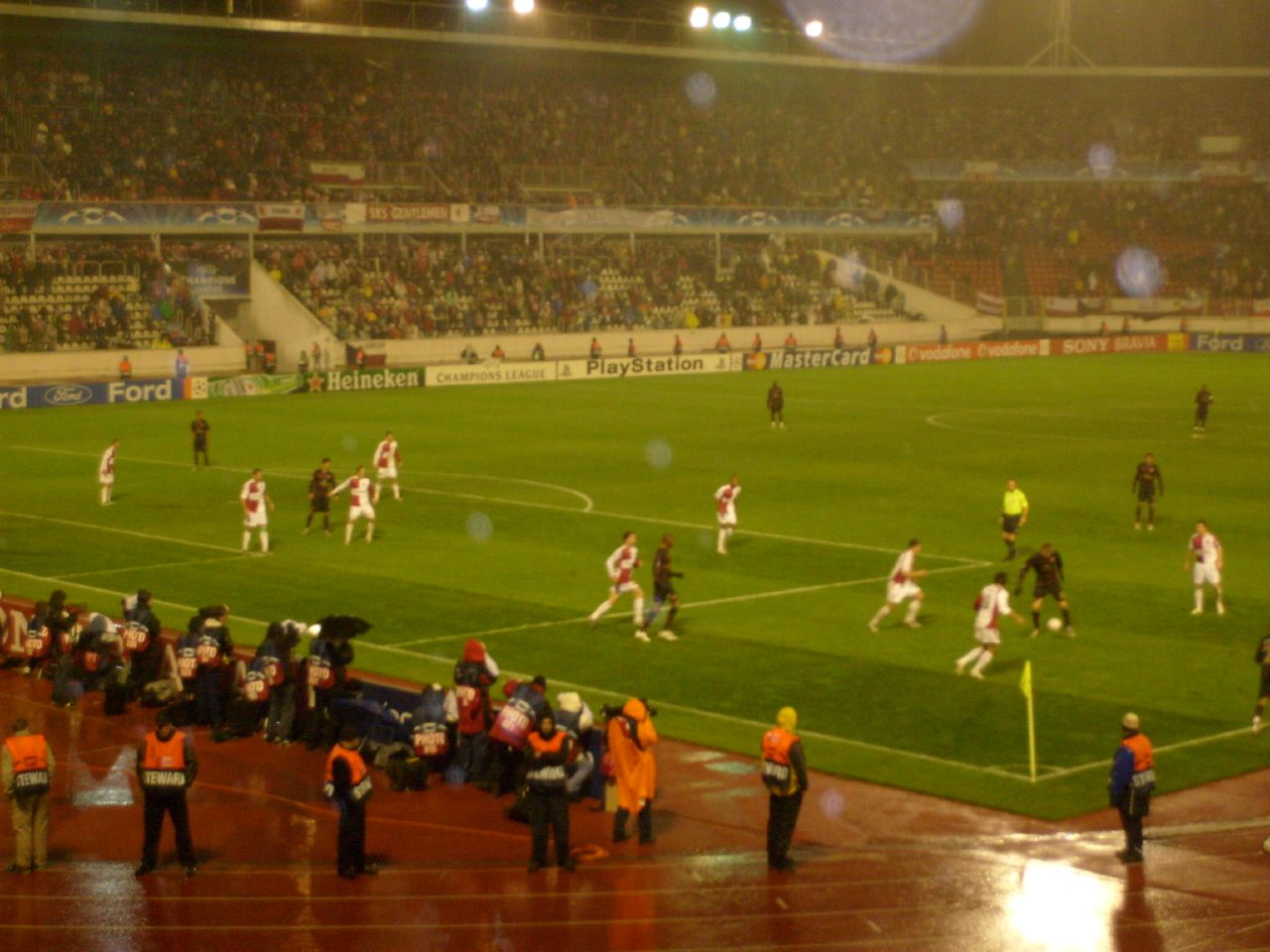
«Славія» в матчі групового етапу Ліги чемпіонів проти «Арсеналу». Листопад 2007 року.

З квітня 2005 року клуб очолив Карел Яролім і в сезоні 2004/05 «Славія» знову стала другою, а в наступному році третьою. Влітку 2006 року ENIC зіткнувся зі складною ситуацією, оскільки в кваліфікації до Кубка УЄФА мали зіграти і «Славія», і «Тоттенгем Готспур», при тому що правила УЄФА забороняють гру в одному турнірі кількох клубів, більша частина акцій якого належить одному власникові. Тому ENIC продав свою частку чеській компанії Key Investments. Втім пізніше з'ясувалося, що власником все-одно залишався ENIC, який, таким чином зміг обійти правила про право власності двох клубів в одному турнірі. У першому ж раунді Кубка УЄФА «Славія» насправді зустрілась з «Тоттенгемом» і вилетіла після двох поразок 0:1.

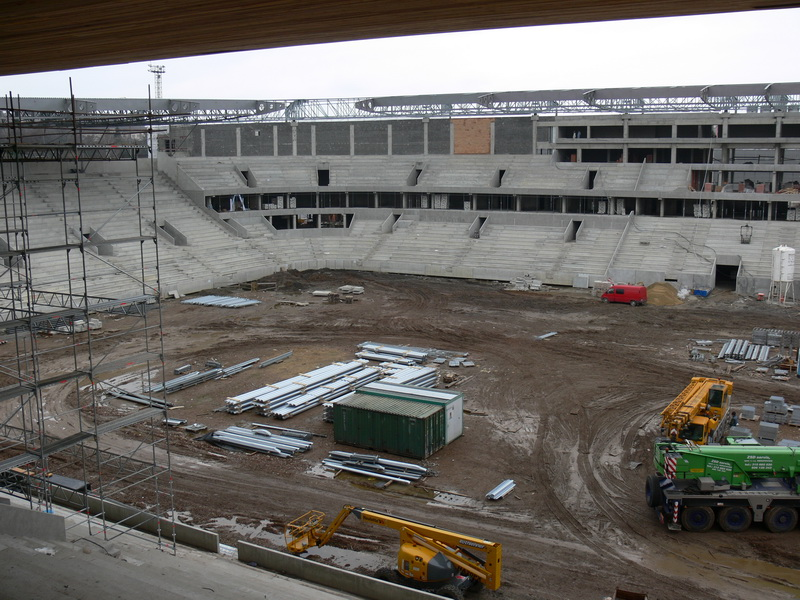
Будівництво нового стадіону «Славії». 2007 рік.

З сезону 2000/01 «Славія» грала свої домашні матчі на орендованому Стадіоні Евжена Рошицького в празькому районі Страгов. Стадіон відповідав сучасним нормам, але був важкодоступним і забезпечував лише мінімальний комфорт перегляду; в результаті домашні матчі «Славії» часто проходили за низької відвідуваності. Клубний стадіон «Еден» був зруйнований у 2003—2004 роках, але будівництво нового не починалось через брак коштів. Новий стадіон «Синот Тіп Арена», почали будувати восени 2006 року. У тому ж році основними акціонерами клубу стали Петр Долежал і Томаш Росен.
У сезоні 2006/07 «Славія» знову посіла друге місце, втім наступний сезон 2007/08 став найуспішнішим в новітній історії «Славії» — команда зміцнила склад і з шостої спроби нарешті зуміла вийти в груповий етап Ліги чемпіонів, пройшовши нідерландський «Аякс», там клуб став третім в групі і продовжив виступи у Кубку УЄФА. Навесні 2008 року відкрився новий стадіон, а «Славія» вперше за 12 років здобула титул чемпіона Чехії.
Наступний сезон перевищив середню відвідуваність на новому стадіоні в 11 000 глядачів, і «Славія» зуміла захистити свій титул (вперше з 1943 року). Втім цього разу команда не потрапила в групу Ліги чемпіонів, поступившись у відборі «Фіорентині», а у Кубку УЄФА вилетіла на груповому етапі. Загалом же за ті останні роки «Славія» регулярно і достатньо непогано виступала у єврокубках, вибивши кілька відомих європейських клубів, зокрема «Рому» (1996), «Шальке 04» (1998), «Удінезе» (1999), «Партизан» (2003) і «Аякс» (2007) .
У грудні 2007 року генеральний директор «Славії» Петр Долежал заявив, що ENIC володіє лише 31 % акцій в «Славії», а 61 % акцій належать «Key Investments». 31 січня 2008 року «Key Investments» розірвали угоду ENIC та збільшили статутний капітал «Славії».

### Криза та борги (2009—2015)
На початку 2009 року у команди почались проблеми, вона кілька разів змінювала власників, а тренер Яролім часто робив зміни в складі. Засоби масової інформації подейкували про його суперечки з гравцями У червні 2009 року Яролім несподівано прибрав з команди капітана Еріха Брабека. На додачу через суперечки клуб вирішив звільнити племінника Яроліма, півзахисника Марека Яроліма, до того ж команду послабило кілька травм. У результаті «Славія» знову не потрапила до групи Ліги чемпіонів, а в Лізі Європи закінчила єврокампанію на груповому етапі, посівши станнє місце. У чемпіонаті Чехії 2009/10 «Славія» посіла сьоме місце, що стало найгіршим місцем для «Славії» з сезону 1990/91 і вперше з 1991 року команда не потрапила в жоден єврокубковий турнір. Ще до кінця сезону у квітні Яролім покинув клуб і чемпіонат завершував Франтішек Ціпро, що вже втретє очолював цей клуб. Утім зміна тренера не покращила результати, і в червні того ж року Яролім знову став тренером «Славії». Але після дев'яти турів нового сезону, у яких команда здобула лише 10 очок, він пішов у відставку. Також головний виконавчий директор Петр Долежал покинув клуб і його замінив Мірослав Платіл.

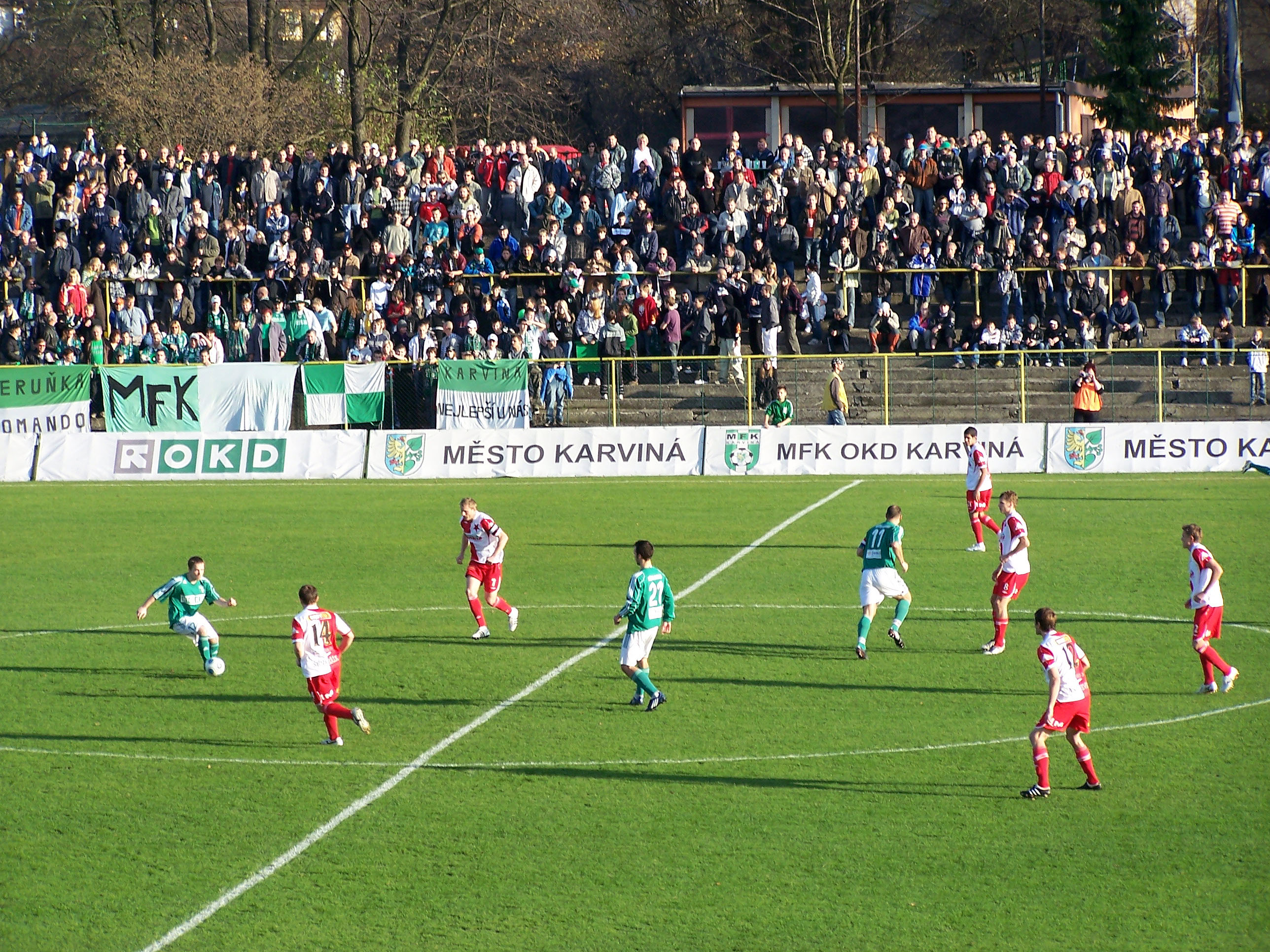
«Славія» в матчі на Кубок Чехії проти «Карвіни». 2009 рік.

У сезоні 2010/11 клуб зайняв 14-те місце, лише на один бал відірвавшись від зони вильоту. Економічні проблеми додалися до спортивних проблем. Бюджет «Славії» був розрахований з урахуванням регулярної участі в європейських кубках, і відсутність цього джерела доходів вплинула на бюджет команди. Фінансовий стан клубу також погіршувався великою кількістю (84) гравців з професійним контрактом, часто за надзвичайно високу зарплату. В результаті на початку 2011 року гравці не отримували виплати, а також у ЗМІ з'явились здогадки про можливий переїзд клубу «Богеміанс 1905» на домашню арену «Славії», що призвело до кризи і побоювань за майбутнє клубу. Антонін Франк був власником клубу, але засоби масової інформації повідомили, що насправді він лише підставна фігура і реальним власником клубу є підприємець Петр Сісак, раніше засуджений за фінансові махінації та інші злочини.
«Славія» потрапила в боргову пастку, і клубу загрожувало виключення з Гамбрінус-ліги. 5 травня 2011 року Ліцензійна комісія Футбольного союзу Чехії оголосила, що «Славія» не отримає професійної ліцензії, необхідної для участі у першому та другому дивізіонах країни. Причиною стала нечітка структура власності, борги та неврегульований план управління на наступний сезон. Того ж дня у матчі півфіналу Кубка Чехії проти «Сігми» (Оломоуц) невдоволені вболівальники попросили керівництво клубу пояснити, як буде вирішуватися ситуація. Коли вони отримали від Платіла лише невизначені фрази, фани пройшли на стадіон і почали його руйнувати. Матч закінчився поразкою 0:3 для «Славії», яка практично втратила останній шанс потрапити до єврокубків і поліпшити свій фінансовий стан. Пошкодження на стадіоні були оцінені в 700 000 крон.
У травні 2011 року частину акцій «Славії» придбала інвестиційна група «Natland Group», що виплатила частину боргів клубу, а Томаш Росен продав свою частку в клубі підприємцю та колишньому політику від Громадянської демократичної партії Алешу Ребічеку. У серпні 2011 року Ребічек купив акції, що залишилися і таким чином став власником 98 % акцій і президентом клубу. В онлайн розмові з вболівальниками він сформулював основні пріоритети «Славії» під його керівництвом: стабілізація фінансового становища клубу, регулярні виступи в єврокубках, реальна конкуренція зі «Спартою» і виховання молодих гравців. Фанатам також пообіцяли участь у Лізі чемпіонів.
Ребічек замінив тренера команди Міхала Петроуша на Франтішека Страку, який у 1980-х роках був одним з лідерів «Спарти», а згодом і тренував цю команду. Це викликало протести і невдоволення фанатів обох клубів. Вболівальники «Славії» прийшли на дебютний матч Страки в чорному і на тренувальному майданчику викопали символічні могили Страці та керівникам «Славії». У Кнежевесі, де жив Страка, вболівальники «Славії» обмалювали стіни образливими текстами, а фани «Спарти» обмалювали безпосередньо будинок Страки. Через нескінченні протести, Страка врешті-решт вирішив піти у відставку в березні 2012 року. Сезон закінчував помічник Страки, 36-річний Мартін Поустка, завершивши сезон на 12 місці.
З початку сезону 2012/13 «Славію» тренував Петр Рада, але ще до закінчення сезону в квітні 2013 року вирішив піти у відставку через незадовільні результати. Після відставки Міхал Петроуш став тимчасовим тренером до кінця сезону. Під його керівництвом «Славія» виграла чотири матчі в останніх п'яти турах з різницею м'ячів 13:4 і сезон 2012/13 закінчила на 7 місці. Після цього Петроуш був призначений головним тренером на постійній основі.

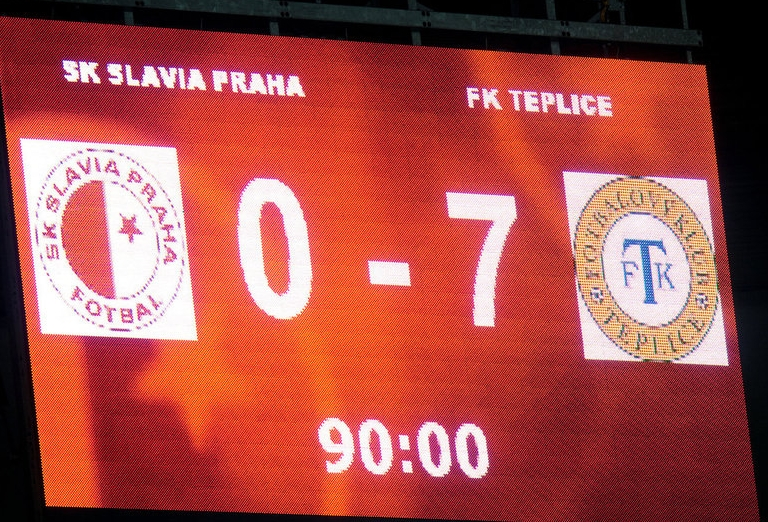
Табло після матчу з командою «Тепліце», що показує рахунок 0:7, найбільшу поразку клубу в історії. 19 серпня 2013 року.

Наступного сезону команда була не настільки успішною — 19 серпня 2013 року вона програла на домашній арені 0:7 «Тепліце». Це найбільша поразка «Славії» в історії клубу. Через місяць відбувся ще один домашній розгром — 0:4 у грі з «Младою Болеслав», після якої Петроуш подав у відставку. На той момент після восьми турів «Славія» займала 13 місце із сімома очками і різницею м'ячів 7:12. Мірослав Кубек, який тренував юнацьку збірну Чехії до 19 років, став новим головним тренером празького клубу і мав поєднувати роботу з обома командами. У січні 2014 року він залишив збірну і присвятив себе лише роботі у «Славії».
З 2013 року в засобах масової інформації з'явились повідомлення, що Ребічек припиняє фінансування клубу і шукає покупця для «Славії». У зимову перерву сезону 2013/14 до клубу проявив інтерес Дмитро Романенко з концерну Лукойл, і в управлінні клубу призначено колишнього спортивного директора пітерського «Зеніту» Ігоря Корнєєва. Він після двох весняних турів звільнив Коубека, поставивши замість нього маловідомого голландського фахівця Алекса Пастора. Спортивний директор клубу Яромір Шетерле на знак протесту проти звільнення Коубека, також залишив свій пост в «Славії». Помічником Пастора стала колишня зірка «Славії» Владімір Шміцер. Втім сезон 2013/14 з іноземним тренером «Славія» закінчувала вкрай невдало, посівши 13-те місце і врятувалась від вильоту лише останньому турі — попри поразку 0:2 від «Баніка», конкуренти «Славії» за збереження прописки «Сігма» і «Богеміанс 1905» також програли і залишили «Славію» у вищому дивізіоні.
Тренер Алекс Пастор ще до кінця сезону вирішив не продовжувати співпрацю з командою, разом з ним команду в кінці сезону покинув і Шміцер. Також переговори з російським інвестором не увінчалися успіхом, що призвело до відходу Корнєєва з клубу, а Мірослав Беранек втретє був призначений тренером «Славії». Він оголосив про план повернення «Славії» до єврокубків через три роки. Протягом перших п'яти турів «Славія» виграла чотири рази, але потім результати погіршились і сезон 2014/15 команда закінчила на 11 місці. Тренер Беранек був звільнений після закінчення сезону, а його наступником став Душан Угрін, що з 1999 по 2001 рік працював помічником тренерів Ціпри і Яроліма у клубі.
Влітку 2015 року фінансові проблеми «Славії» поглибились. Колишній директор клубу Збинек Кусий вимагав від «Славії» 19 млн крон, а в червні 2015 року подав пропозицію про банкрутство клубу. Інші компанії, такі як Gamma Enterprise, приєдналися до пропозиції. Крім цього з'явилась інформація, що «Славія» нібито заборгувала деяким колишнім гравцям. Генеральний директор «Славії» Давід Трунда відхилив ідеї Кусого і спростував, що «Славія» не в змозі сплатити свої борги. За словами Трунди це «продуманий процес декількох конкретних людей, спрямований на те аби контролювати і знищити „Славію“»''.

### Під управлінням CEFC China Energy (2015—)
4 вересня 2015 року власником клубу стала китайська компанія CEFC China Energy Company Limited і Fly Sport Investments чеського підприємця Їржі Шімане. Китайці отримали 59,97 % акцій клубу (також ставши генеральним партнером), а Шімане — 39,97 %, решта акцій належали дрібним акціонерам. Новим головою клубу був призначений Шімане, а в наглядову раду увійшли менеджер CEFC Чан Чао-Туо, колишній політик Чеської соціал-демократичної партії Ярослав Тврдік і Владімір Шміцер, генеральним директором залишився Давід Трунда. Нові власники погасили всі борги клубу і заявили про свій намір повернути «Славію» в боротьбу за верхні позиції.
У зимову перерву сезону 2015/16 «Славія» підписала вісім новачків, витративши значну суму грошей. Втім у керівництві почалися суперечки щодо подальшого розвитку клубу: Тврдік мав намір інвестувати в «Славію» значні кошти для досягнення негайного успіху, а Шімане вважав за краще шлях поступового поліпшення з меншими витратами. Ці сперечання завершилися 6 квітня 2016 року, коли Шімане пішов з посади голови клубу, при цьому його частка власності збереглася. Через два дні Тврдік і Шімане примирилися: Шімане було доручено розбудувати молодіжну академію та повернувся до ради директорів, в якій Тврдік став головою. Водночас частка власності CEFC зросла з 60 % до 67 %, тоді як частка Шімане знизилася з 40 % до 33 %. У травні 2016 року CEFC збільшив свою частку до 81 %.
У сезоні 2015/16 «Славія» посіла п'яте місце в чемпіонаті і після семи років повернулась в єврокубки. У другому попередньому раунді Ліги Європи клуб пройшов естонську «Левадію», а третьому — португальський «Ріу Аве», втім у раунді плей-оф чеський клуб розгромно поступився «Андерлехту», двічі по 0:3. У чемпіонаті справи йшли не краще — у стартових матчах сезону 2016/17 «Славія» здобула 5 очок з 12 можливих, в результаті чого з посади пішли тренер Угрін і спортивний директор Йозеф Їнох. Ярослав Шилгавий став новим тренером, під керівництвом якого команда до кінця сезону не програла жодного матчу і 27 травня 2017 року стала чемпіоном країни, здобувши свій четвертий титул чемпіона Чехії. Також протягом цього сезону CEFC у листопаді 2016 року придбав залишки акцій Шімане, а 17 квітня 2017 року став власником «Еден Арени».
У Лізі чемпіонів 2017/18 «Славія» розпочала з 3-го кваліфікаційного раунду, в якому пройшла білоруське БАТЕ, але в 4-му кваліфікаційному раунді поступилася кіпрському АПОЕЛу і вилетіла в груповий етап Ліги Європи, який також не зуміла подолати. Натомість в чемпіонаті команда продовжувала боротьбу за нове чемпіонство і 25 вересня 2017 року, здолавши «Фастав» (Злін), «Славія» встановила новий рекорд чемпіонату Чехії — 34 матчі поспіль без поразок. Серія закінчилася на 36 іграх. На зимову перерву клуб пішов на другому місці, поступаючись «Вікторії» (Пльзень) 14-ма очками. Провал європейської кампанії і втрата реальних шансів на чемпіонський титул призвів до відставки Шилгавого, новим тренером став Їндржих Трпишовський.
У лютому 2018 року був заарештований голова CEFC Є Цзяньмін за підозрою в економічних злочинах. Стало ясно, що CEFC має серйозні фінансові проблеми. Засоби масової інформації припускали, що проблеми CEFC можуть також вплинути на «Славію». Втім команда зуміла продовжити вдалі виступи і зберегти друге місце у чемпіонаті, а також у травні 2018 року виграла Кубок Чехії після 16 років перерви.
Друге місце дозволило команді вийти до третього раунду кваліфікації Ліги чемпіонів 2018/19, де команда зустрілася з київським «Динамо». Вдома пражанам вдалося вирвати нічию 1:1 на останніх хвилинах матчу, але поразка в Києві з рахунком 0:2 відправила «Славію» у груповий етап Ліги Європи.

## Вболівальники
«Славія», разом зі своїм принциповим празьким суперником «Спартою», належить до найпопулярніших клубів чеського футболу. Офіційний фан-клуб «Славії» створено 16 вересня 2003 року шляхом об'єднання різних течій і груп фанатів. Секретаріат фан-клубу розташований на першому поверсі адміністративної частини «Еден Арени». Одним з найбільших і найвідоміших фанатських угрупувань клубу є «Трібуна Север» (англ. Tribuna Sever).
Найвідомішою кричалкою команди є «Червоно-біла, бойова сила» (чеськ. Červenobílá, bojová síla), що вигукується після матчів, щоб подякувати гравцям «Славії» за їх гру. Вперше кричалка, хоча і не в остаточному вигляді, була продекламована 29 жовтня 2006 року після матчу «Славії» проти «Млади Болеслав», яку празька команда виграла 3:1. У своїй першій версії кричалка містила також слова «Смерть Спарті!» (чеськ. „Smrt Spartě!“). На відео, яке з'явилось після матчу, було видно, що окрім вболівальників ці слова співали і гравці клубу Станіслав Влчек, Павел Форжт і Радек Досоуділ. Влчек, який в той час був капітаном команди, був покараний і усім гравцям довелося вибачитися. Вболівальники відреагували на ситуацію, змінивши текст кричалки. Восени 2007 року, після програного 0:7 виїзного матчу групового етапу Ліги чемпіонів проти «Арсеналу», вболівальники вигукували цю кричалку попри розгромну поразку. Цей акт також привернув увагу у закордонних ЗМІ.
|  | Červenobílá Bojová síla Slavie Praha Vždycky jsme s váma Po výhře Po prohře A proto – ať žije Slavie |

|  | Червоно-біла Бойова сила «Славія» Прага Ми завжди з вами Після перемоги Після поразки І тому – нехай живе «Славія» |

## Стадіони клубу
Спочатку «Славія» не мала свого постійного поля, тому матчі проходили в різних місцях у Празі, найчастіше на Імператорському лузі, острові на Влтаві.
1897 року клуб орендував землю у Летні, де вони побудували два ігрові майданчики з дерев'яним навісом. 1901 року відкрита перша дерев'яна трибуна. 1904 року — друга трибуна, в якій розміщувався ресторан «Bránického pivovaru», канцелярії, роздягальні з душовими, цегляний перший поверх, а також 18 лоджій. У 1921 році стадіон розширено величезними двоповерховими дерев'яним трибунами, що пов'язані з вже наявними трибунами. Навесні 1932 року додано трибуну на 4000 глядачів, яка впала 2 грудня 1934 року під час матчу чемпіонату проти «Жиденіце». Тридцять глядачів зазнали серйозних травм, ще 40 осіб отримали легкі ушкодження. Подія була розслідувана поліцією.
Старий стадіон у Летні використовувався до 6 травня 1945 року, коли під час Празького повстання був спалений німецькими військами о 9 годині вечора. Збиток склав 2 828 000 крон. Наступні три роки команда грала на стадіоні «Спарти», а в четвер, 7 квітня 1948 року, відкрито відбудований стадіон «Славії» з новими сучасними дерев'яними трибунами за 3,5 мільйона крон. Втім нова арена проіснувала недовго. 3 грудня 1950 року, під час матчу останнього туру національного чемпіонату проти «ОД Карлін» ніхто з глядачів чи гравців не знав, що «Славія» грає на Летні в останній раз. На Летнінській рівнині мали звести монументальний пам'ятник Сталіну і стадіон «Славії» заважав цим планам.

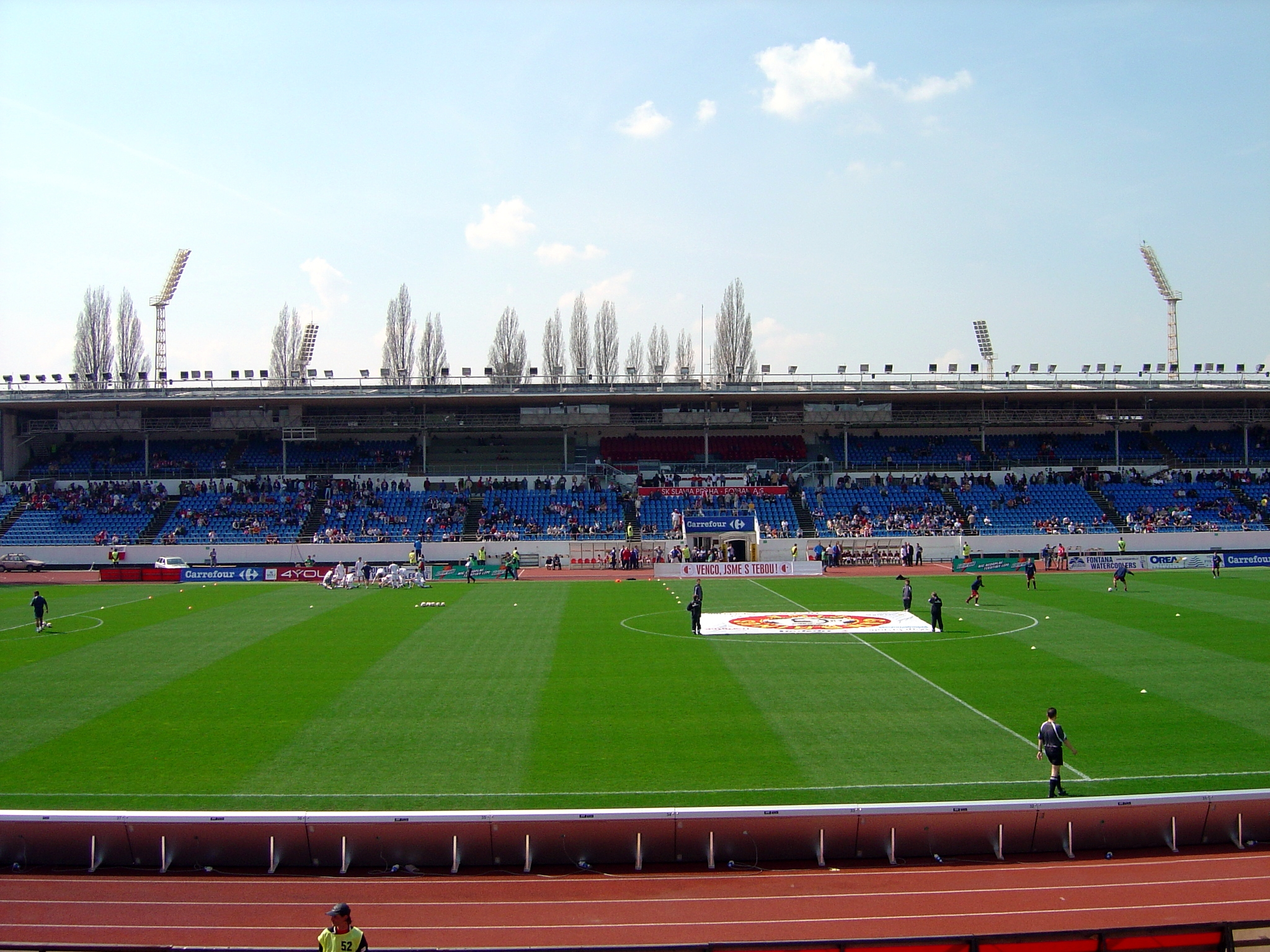
Стадіон Евжена Рошицького, на якому «Славія» виступала у 2000—2008 роках.

Почалось знищення кабін, ресторану та адміністративних споруд, розібрали дерев'яну трибуну та прилеглі господарські споруди. У той же час екскаватори стали зрівнювати з навколишнім рельєфом ігровий майданчик. Збиток з руйнувань склав 16,5 мільйона крон. Як компенсацію клуб отримав 600 тис. крон і обіцянку нового стадіону у Вршовіце до кінця 1951 року. Втім будівництво затягнулось і наступні три роки «Славія» змушена грати на стадіонах «Богеміанса», «Спарти» та Страговському стадіоні.
Перший матч на новому стадіоні, який отримав назву «Еден», «Славія» (що була примусово перейменована у «Динамо»), провела в неділю, 27 вересня 1953 року в рамках чемпіонату Чехословаччини проти клубу «Кржидла Власті» (Оломоуц). Мер Праги Вацлав Вацек взяв участь у церемонії відкриття стадіону місткістю 38 000 глядачів. Дерев'яна східна (головна) трибуна була перевезена зі старого стадіону у Летні, інші трибуни побудовані з бетону.
У 70-х роках стало ясно, що стадіон не пропонує достатній комфорт для відвідувачів і почали планувати будівництво нового стадіону на тому ж місці. Перший етап робіт — знесення старої східної трибуни — запущений у 1989 році. Клуб тимчасово переїхав на стадіон «Долічек», однак падіння комуністичного режиму в 1989 році затягувало будівництво. «Славія» переїхала на Стадіон Евжена Рошицького у Страгові, який був більшим, але незручним і менш доступним.
Після того як головний спонсор клубу Борис Корбель відмовився фінансово утримувати команду, «Славія» змушена повернутись на свій старий стадіон «Еден». На місці знесеної східної трибуни було побудовано тимчасову трибуну, але було ясно, що «Еден» є застарілим, і «Славія» потребує нового стадіону. Ряд інших проектів було підготовлено, але «Славія» не змогла залучити достатньо коштів. До того ж виникли юридичні проблеми — земля на «Едені» перебувала у державній власності. З 1998 року стадіон не підходив для матчів єврокубків, а 13 травня 2000 року в грі чемпіонату Чехії проти «Чеські Будейовиці» «Славія» провела на арені останній матч.

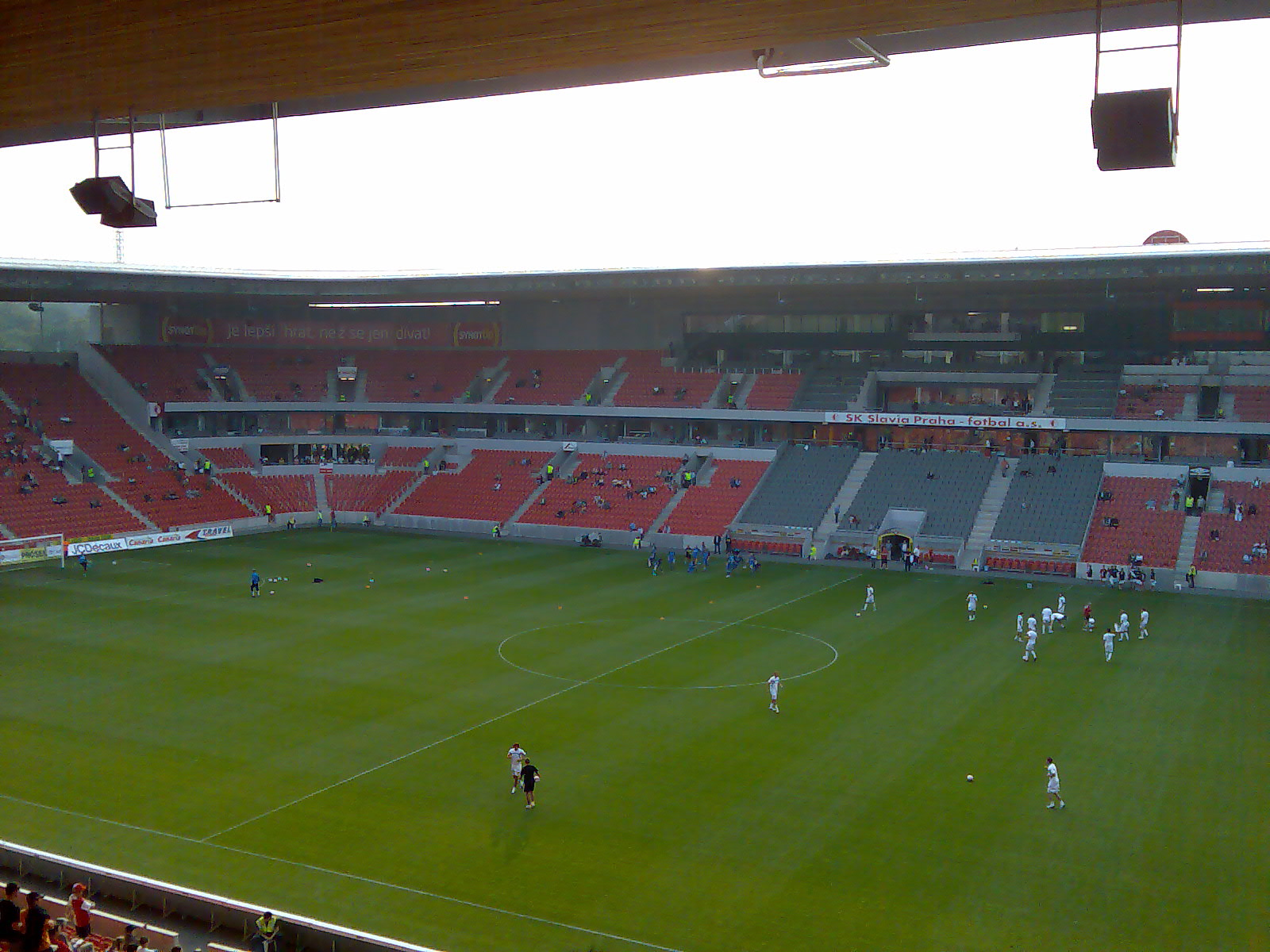
Стадіон «Еден Арена».

З наступного сезону 2000/01 стадіон не мав права приймати матчі чемпіонату Чехії, тому «Славія» знову повернулась до непопулярного Стадіону Евжена Рошицького. У грудні 2003 року стадіон «Еден» був зруйнований і 2006 року на його місці почалось будівництва нового стадіону. Відкриття нового стадіону «Синот Тіп Арена» відбулося 7 травня 2008 року, коли «Славія» провела товариський матч зі студентами Оксфордського університету. Стадіон вміщує близько 21 000 осіб і є найбільш місткою футбольною ареною Чехії. У 2012 році отримав назву «Еден Арена» в честь старого стадіону «Еден».

## Склад команди
Станом на 1 травня 2025
| №  | Поз. | Нац.    | Гравець          |
| -- | ---- | ------- | ---------------- |
| 1  | ВР   | Чехія   | Ондржей Коларж   |
| 2  | ЗХ   | Чехія   | Штєпан Халупек   |
| 3  | ЗХ   | Чехія   | Томаш Голеш      |
| 4  | ЗХ   | Чехія   | Давид Зима       |
| 5  | ЗХ   | Нігерія | Іґо Оґбу         |
| 6  | ПЗ   | Кенія   | Тімоті Оума      |
| 9  | НП   | Чехія   | Васіл Кушей      |
| 10 | ПЗ   | Греція  | Христос Зафеіріс |
| 12 | ЗХ   | Сенегал | Малік Діуф       |
| 13 | НП   | Чехія   | Моймир Хитіл     |
| 14 | ПЗ   | Камерун | Сіміон Мічез     |
| 17 | ПЗ   | Чехія   | Лукаш Провод     |

| №  | Поз. | Нац.       | Гравець           |
| -- | ---- | ---------- | ----------------- |
| 18 | ЗХ   | Чехія      | Ян Боржил         |
| 19 | ПЗ   | Ліберія    | Оскар Дорлі       |
| 20 | ПЗ   | Греція     | Янніс Фівос Ботос |
| 21 | ПЗ   | Чехія      | Давид Доудєра     |
| 22 | ПЗ   | Чехія      | Лукаш Ворліцький  |
| 25 | НП   | Чехія      | Томаш Хорий       |
| 26 | НП   | Словаччина | Іван Шранц        |
| 27 | ЗХ   | Чехія      | Томаш Влчек       |
| 29 | ПЗ   | Ліберія    | Дівайн Теа        |
| 33 | ЗХ   | Чехія      | Ондржей Змрзлий   |
| 35 | ВР   | Чехія      | Якуб Маркович     |
| 36 | ВР   | Чехія      | Їндржих Станек    |

### Персонал
| Посада                       | Особа                |
| ---------------------------- | -------------------- |
| Головний тренер              | Їндржих Трпишовський |
| Помічники тренера            | Ярослав Кьостль      |
| Помічники тренера            | Зденек Гоуштецький   |
| Помічники тренера            | Павел Ржегак         |
| Тренери воротарів            | Штепан Коларж        |
| Тренери воротарів            | Радек Черний         |
| Керівник молодіжної команди  | Станіслав Влчек      |
| Фітнес-тренер                | Мартін Тржасак       |
| Головний куратор             | Їржі Свенек          |
| Функціонери                  |                      |
| Президент клубу              | Їржі Шімане          |
| Генеральний директор         | Мартін Кроб          |
| Спортивний директор          | Ян Незмар            |
| Менеджер молодіжної академії | Їржі Плішек          |
| Фінансовий директор          | Даніель Конрад       |
| Директор з комунікацій       | Міхал Бичек          |

## Клубні символи

Прапор «Славії»

### Ім'я
Назва «Славія» є латинським терміном, яким у ранній середньовічній літературі називали території, населені слов'янами

### Клубні кольори та символи
На першому засіданні комітету кольорами «Славії» обрані червоний та білий (що відповідало тодішнім кольорам прапора Богемського королівства), доповнені червоною п'ятипроменевою зіркою, один з кутів якої направлений вниз. Білий колір символізує «чистоту» помислів і намір перемогти в чесній боротьбі. Червоний колір — символ серця, частинку якого гравці вкладають в кожен матч. Зірка на білому фоні означає надію, що підносить думку і зміцнює дух, який дозволяє пережити період невдач. Зшитий з двох половинок прапор символізує те, що у кожної людини є дві половини і сенсом його існування є пошук рівноваги між волею і почуттями, силою і технікою, захопленням і розчарування, сонцем і тінню.

### Форма
Форма «Славії» є незмінною від самого початку існування клубу. Команда виступала в ній з історичного першого матчу 25 березня 1896 року, в якому усі гравці, включаючи голкіпера, вийшли у футболках, права половина якої (з точки зору носія) червоного кольору, а ліва — білого. На білій половині була зображена велика червона п'ятипроменева зірка, перевернута догори ногами.
Цей формат зберігся до наших днів. Протягом багатьох років змінювався тільки матеріал і розмір червоної зірки на серці. Комбінація кольорів «Славії» не заборонялась навіть німцями під час Другої світової війни та окупації країни. 1953 року в результаті заборони кольорів клубу та зміни назви на «Динамо» за примусом комуністичного режиму, кольори форми уперше змінилися і відтоді використовувалася низка різних комбінацій, у тому числі синіх, білих і жовтих кольорів. Повернення традиційної форми відбулося 2 квітня 1956 року. З цієї дати команда незмінно має основну червоно-білу форму з червоною зіркою.
На відміну від основної форми, другий комплект часто змінював свої кольори. Нижче наведено деякі з використаних комбінацій.

### Логотипи

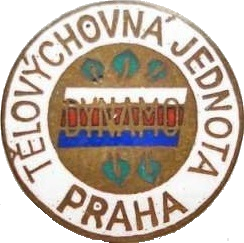
З 1954
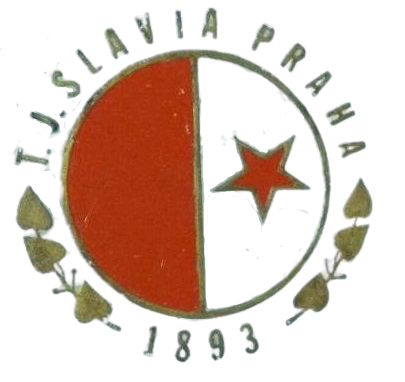
З 1978
1996–2022
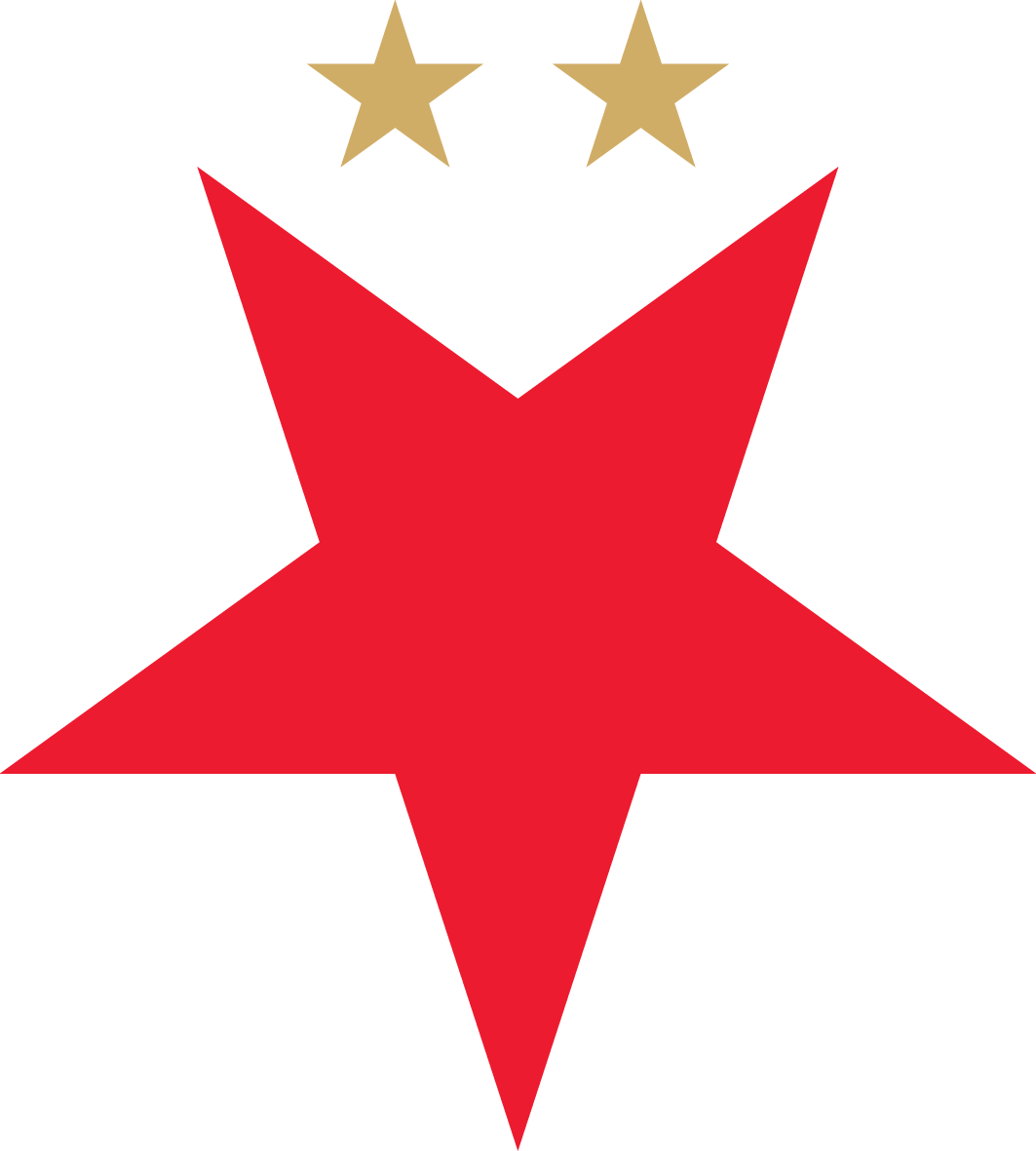
З 2022

## Історія назв
- 1892—1893 «СК АЦОС Прага» (чеськ. Sportovní klub Akademický cyklistický odbor Slavia Praha)
- 1895—1948 «СК Славія Прага» (чеськ. Sportovní klub Slavia Praha)
- 1948—1949 «Сокол Славія Прага» (чеськ. Sokol Slavia Praha)
- 1949—1953 «ЗСЄ Динамо Славія Прага» (чеськ. Základní sportovní jednota Dynamo Slavia Praha)
- 1953—1954 «ДСО Динамо Прага» (чеськ. Dobrovolná sportovní organizace Dynamo Praha)
- 1954—1965 «ТЄ Динамо Прага» (чеськ. Tělovýchovná jednota Dynamo Praha)
- 1965—1973 «СК Славія Прага» (чеськ. Sportovní klub Slavia Praha)
- 1973—1977 «ТЄ Славія Прага» (чеськ. Tělovýchovná jednota Slavia Praha)
- 1977—1978 «ТЄ Славія ІПС Прага» (чеськ. Tělovýchovná jednota Slavia Inženýrské průmyslové stavby Praha)
- 1978—1991 «СК Славія ІПС Прага» (чеськ. Sportovní klub Slavia Inženýrské průmyslové stavby Praha)
- 1991 — н.ч. «СК Славія Прага» (чеськ. Sportovní klub Slavia Praha - fotbal a.s.)

## Статистика

### По сезонах
Аматорська доба:
| Чехословаччина (1918—1924) |                           |        |    |    |   |   |    |    |     |    |       |
| Сезон                      | Оригінальна назва турніру | Рівень | І  | В  | Н | П | ГЗ | ГП | +/- | О  | Місце |
| 1918                       | Středočeská župa          | 1      | 8  | 8  | 0 | 0 | 54 | 3  | +51 | 16 | 1.    |
| 1919                       | Středočeská župa          | 1      | 8  | 7  | 0 | 1 | 37 | 7  | +30 | 14 | 2.    |
| 1920                       | Středočeská župa          | 1      | 11 | 5  | 1 | 5 | 35 | 17 | +18 | 11 | 6.    |
| 1921                       | Středočeská župa          | 1      | 11 | 7  | 2 | 2 | 31 | 16 | +15 | 16 | 3.    |
| 1922                       | Středočeská župa          | 1      | 13 | 12 | 0 | 1 | 43 | 13 | +30 | 24 | 2.    |
| 1923                       | Středočeská župa          | 1      | 15 | 12 | 1 | 2 | 78 | 25 | +53 | 25 | 2.    |
| 1924                       | Středočeská župa          | 1      | 12 | 11 | 0 | 1 | 53 | 15 | +42 | 22 | 1.    |

Професіональна ліга:
| Чехословаччина (1925—1938)                 |                                       |                      |                      |                      |                      |                      |                      |                      |                      |                      |                      |
| Сезон                                      | Оригінальна назва турніру             | Рівень               | І                    | В                    | Н                    | П                    | ГЗ                   | ГП                   | +/-                  | О                    | Місце                |
| 1925                                       | Asociační liga                        | 1                    | 9                    | 7                    | 1                    | 1                    | 38                   | 10                   | +28                  | 15                   | 1.                   |
| 1925/26                                    | Středočeská 1. liga                   | 1                    | 22                   | 18                   | 2                    | 2                    | 112                  | 25                   | +87                  | 38                   | 2.                   |
| 1927                                       | Kvalifikační soutěž                   | 1                    | 7                    | 5                    | 1                    | 1                    | 30                   | 12                   | +18                  | 11                   | 2.                   |
| 1927/28                                    | Středočeská 1. liga                   | 1                    | 12                   | 7                    | 2                    | 3                    | 27                   | 20                   | +7                   | 16                   | 2.                   |
| 1928/29                                    | Středočeská 1. liga                   | 1                    | 12                   | 10                   | 1                    | 1                    | 47                   | 15                   | +32                  | 21                   | 1.                   |
| 1929/30                                    | 1. asociační liga                     | 1                    | 14                   | 14                   | 0                    | 0                    | 64                   | 13                   | +51                  | 28                   | 1.                   |
| 1930/31                                    | 1. asociační liga                     | 1                    | 14                   | 12                   | 0                    | 2                    | 48                   | 14                   | +34                  | 24                   | 1.                   |
| 1931/32                                    | 1. asociační liga                     | 1                    | 16                   | 10                   | 2                    | 4                    | 44                   | 25                   | +19                  | 22                   | 2.                   |
| 1932/33                                    | 1. asociační liga                     | 1                    | 18                   | 12                   | 2                    | 4                    | 60                   | 21                   | +39                  | 26                   | 1.                   |
| 1933/34                                    | 1. asociační liga                     | 1                    | 18                   | 14                   | 2                    | 2                    | 63                   | 26                   | +37                  | 30                   | 1.                   |
| 1934/35                                    | Státní liga                           | 1                    | 22                   | 15                   | 6                    | 1                    | 80                   | 29                   | +51                  | 36                   | 1.                   |
| 1937/38                                    | Státní liga                           | 1                    | 22                   | 19                   | 3                    | 4                    | 90                   | 32                   | +58                  | 41                   | 2.                   |
| 1936/37                                    | Státní liga                           | 1                    | 22                   | 17                   | 4                    | 1                    | 86                   | 23                   | +63                  | 38                   | 1.                   |
| 1937/38                                    | Státní liga                           | 1                    | 22                   | 14                   | 1                    | 7                    | 72                   | 33                   | +39                  | 29                   | 2.                   |
| 1938/39                                    | Státní liga                           | 1                    | 20                   | 15                   | 1                    | 4                    | 86                   | 30                   | +56                  | 31                   | 2.                   |
| Протекторат Богемії та Моравії (1939—1944) |                                       |                      |                      |                      |                      |                      |                      |                      |                      |                      |                      |
| Сезон                                      | Оригінальна назва турніру             | Рівень               | І                    | В                    | Н                    | П                    | ГЗ                   | ГП                   | +/-                  | О                    | Місце                |
| 1939/40                                    | Národní liga                          | 1                    | 22                   | 15                   | 6                    | 1                    | 107                  | 37                   | +70                  | 36                   | 1.                   |
| 1940/41                                    | Národní liga                          | 1                    | 22                   | 14                   | 4                    | 4                    | 93                   | 42                   | +51                  | 32                   | 1.                   |
| 1941/42                                    | Národní liga                          | 1                    | 22                   | 18                   | 1                    | 3                    | 100                  | 41                   | +59                  | 37                   | 1.                   |
| 1942/43                                    | Národní liga                          | 1                    | 22                   | 15                   | 2                    | 5                    | 99                   | 40                   | +59                  | 32                   | 1.                   |
| 1943/44                                    | Národní liga                          | 1                    | 26                   | 22                   | 1                    | 3                    | 131                  | 43                   | +88                  | 45                   | 2.                   |
| 1944/45                                    | Турнір не проводився                  | Турнір не проводився | Турнір не проводився | Турнір не проводився | Турнір не проводився | Турнір не проводився | Турнір не проводився | Турнір не проводився | Турнір не проводився | Турнір не проводився | Турнір не проводився |
| Чехословаччина (1945—1993)                 |                                       |                      |                      |                      |                      |                      |                      |                      |                      |                      |                      |
| Сезон                                      | Оригінальна назва турніру             | Рівень               | І                    | В                    | Н                    | П                    | ГЗ                   | ГП                   | +/-                  | О                    | Місце                |
| 1945/46                                    | Státní liga — sk. B                   | 1                    | 18                   | 13                   | 3                    | 2                    | 99                   | 24                   | +75                  | 29                   | 1.                   |
| 1946/47                                    | Státní liga                           | 1                    | 26                   | 19                   | 2                    | 5                    | 110                  | 54                   | +56                  | 40                   | 1.                   |
| 1947/48                                    | Státní liga                           | 1                    | 20                   | 11                   | 5                    | 4                    | 64                   | 39                   | +25                  | 27                   | 2.                   |
| 1949                                       | Celostátní československé mistrovství | 1                    | 26                   | 14                   | 2                    | 10                   | 71                   | 54                   | +17                  | 30                   | 5.                   |
| 1950                                       | Celostátní československé mistrovství | 1                    | 26                   | 10                   | 5                    | 11                   | 58                   | 47                   | +11                  | 25                   | 7.                   |
| 1951                                       | Mistrovství československé republiky  | 1                    | 26                   | 11                   | 2                    | 13                   | 60                   | 62                   | -2                   | 24                   | 11.                  |
| 1952                                       | Krajský přebor ÚNV město              | 2                    | 22                   | 21                   | 0                    | 1                    | 120                  | 26                   | +94                  | 42                   | 1.                   |
| 1953                                       | Přebor československé republiky       | 1                    | 13                   | 6                    | 2                    | 5                    | 22                   | 22                   | 0                    | 14                   | 8.                   |
| 1954                                       | Přebor československé republiky       | 1                    | 22                   | 9                    | 3                    | 10                   | 36                   | 57                   | -21                  | 21                   | 7.                   |
| 1955                                       | Přebor československé republiky       | 1                    | 22                   | 10                   | 4                    | 8                    | 38                   | 42                   | -4                   | 24                   | 5.                   |
| 1956                                       | 1. liga                               | 1                    | 22                   | 6                    | 5                    | 11                   | 35                   | 45                   | -10                  | 17                   | 10.                  |
| 1957/58                                    | 1. liga                               | 1                    | 33                   | 14                   | 8                    | 11                   | 56                   | 50                   | +6                   | 36                   | 5.                   |
| 1958/59                                    | 1. liga                               | 1                    | 26                   | 12                   | 7                    | 7                    | 39                   | 34                   | +5                   | 31                   | 3.                   |
| 1959/60                                    | 1. liga                               | 1                    | 26                   | 9                    | 5                    | 12                   | 36                   | 44                   | -8                   | 23                   | 11.                  |
| 1960/61                                    | 1. liga                               | 1                    | 26                   | 5                    | 4                    | 17                   | 30                   | 49                   | -19                  | 14                   | 14.                  |
| 1961/62                                    | 2. liga — група A                     | 2                    | 22                   | 16                   | 4                    | 2                    | 69                   | 18                   | +51                  | 36                   | 1.                   |
| 1962/63                                    | 1. liga                               | 1                    | 26                   | 6                    | 6                    | 14                   | 30                   | 46                   | -16                  | 18                   | 14.                  |
| 1963/64                                    | 2. liga — група B                     | 2                    | 26                   | 9                    | 7                    | 10                   | 37                   | 27                   | +10                  | 25                   | 8.                   |
| 1964/65                                    | 2. liga — група A                     | 2                    | 26                   | 21                   | 2                    | 3                    | 73                   | 17                   | +56                  | 44                   | 1.                   |
| 1965/66                                    | 1. liga                               | 1                    | 30                   | 12                   | 9                    | 5                    | 35                   | 24                   | +11                  | 33                   | 3.                   |
| 1966/67                                    | 1. liga                               | 1                    | 26                   | 12                   | 6                    | 8                    | 39                   | 37                   | +2                   | 30                   | 5.                   |
| 1967/68                                    | 1. liga                               | 1                    | 26                   | 11                   | 6                    | 9                    | 39                   | 38                   | +1                   | 28                   | 8.                   |
| 1968/69                                    | 1. liga                               | 1                    | 26                   | 10                   | 3                    | 13                   | 26                   | 37                   | -11                  | 23                   | 11.                  |
| 1969/70                                    | 1. liga                               | 1                    | 26                   | 7                    | 12                   | 11                   | 29                   | 42                   | -13                  | 26                   | 12.                  |
| 1970/71                                    | 1. liga                               | 1                    | 30                   | 11                   | 7                    | 12                   | 27                   | 33                   | -6                   | 29                   | 12.                  |
| 1971/72                                    | 1. liga                               | 1                    | 30                   | 13                   | 2                    | 15                   | 30                   | 37                   | -7                   | 28                   | 7.                   |
| 1972/73                                    | 1. liga                               | 1                    | 30                   | 8                    | 9                    | 13                   | 30                   | 41                   | -11                  | 25                   | 14.                  |
| 1973/74                                    | 1. liga                               | 1                    | 30                   | 16                   | 2                    | 12                   | 47                   | 38                   | +9                   | 34                   | 3.                   |
| 1974/75                                    | 1. liga                               | 1                    | 30                   | 12                   | 6                    | 12                   | 46                   | 44                   | +2                   | 30                   | 5.                   |
| 1975/76                                    | 1. liga                               | 1                    | 30                   | 16                   | 4                    | 10                   | 50                   | 33                   | +17                  | 36                   | 3.                   |
| 1976/77                                    | 1. liga                               | 1                    | 30                   | 13                   | 10                   | 7                    | 53                   | 36                   | +17                  | 36                   | 3.                   |
| 1977/78                                    | 1. liga                               | 1                    | 30                   | 11                   | 12                   | 7                    | 39                   | 37                   | +2                   | 34                   | 4.                   |
| 1978/79                                    | 1. liga                               | 1                    | 30                   | 12                   | 5                    | 13                   | 40                   | 45                   | -5                   | 29                   | 7.                   |
| 1979/80                                    | 1. liga                               | 1                    | 30                   | 12                   | 6                    | 12                   | 43                   | 42                   | +1                   | 30                   | 9.                   |
| 1980/81                                    | 1. liga                               | 1                    | 30                   | 13                   | 6                    | 11                   | 40                   | 48                   | -8                   | 32                   | 7.                   |
| 1981/82                                    | 1. liga                               | 1                    | 30                   | 10                   | 10                   | 10                   | 44                   | 41                   | +3                   | 30                   | 7.                   |
| 1982/83                                    | 1. liga                               | 1                    | 30                   | 12                   | 8                    | 10                   | 56                   | 53                   | +3                   | 32                   | 6.                   |
| 1983/84                                    | 1. liga                               | 1                    | 30                   | 11                   | 4                    | 15                   | 40                   | 57                   | -17                  | 26                   | 12.                  |
| 1984/85                                    | 1. liga                               | 1                    | 30                   | 16                   | 7                    | 7                    | 59                   | 33                   | +26                  | 39                   | 3.                   |
| 1985/86                                    | 1. liga                               | 1                    | 30                   | 15                   | 4                    | 11                   | 37                   | 28                   | +9                   | 34                   | 6.                   |
| 1986/87                                    | 1. liga                               | 1                    | 30                   | 13                   | 5                    | 12                   | 53                   | 34                   | +19                  | 31                   | 7.                   |
| 1987/88                                    | 1. liga                               | 1                    | 30                   | 12                   | 7                    | 11                   | 49                   | 45                   | +4                   | 31                   | 6.                   |
| 1988/89                                    | 1. liga                               | 1                    | 30                   | 15                   | 3                    | 12                   | 55                   | 49                   | +6                   | 33                   | 4.                   |
| 1989/90                                    | 1. liga                               | 1                    | 30                   | 10                   | 8                    | 12                   | 37                   | 39                   | -2                   | 28                   | 10.                  |
| 1990/91                                    | 1. liga                               | 1                    | 30                   | 10                   | 10                   | 10                   | 44                   | 48                   | -4                   | 30                   | 9.                   |
| 1991/92                                    | 1. liga                               | 1                    | 30                   | 17                   | 7                    | 6                    | 63                   | 26                   | +37                  | 41                   | 4.                   |
| 1992/93                                    | 1. liga                               | 1                    | 30                   | 18                   | 7                    | 5                    | 70                   | 28                   | +42                  | 43                   | 2.                   |
| Чехія (1993 —)                             |                                       |                      |                      |                      |                      |                      |                      |                      |                      |                      |                      |
| Сезон                                      | Оригінальна назва турніру             | Рівень               | І                    | В                    | Н                    | П                    | ГЗ                   | ГП                   | +/-                  | О                    | Місце                |
| 1993/94                                    | 1. liga                               | 1                    | 30                   | 16                   | 7                    | 7                    | 55                   | 28                   | +27                  | 39                   | 2.                   |
| 1994/95                                    | 1. liga                               | 1                    | 30                   | 19                   | 7                    | 4                    | 52                   | 20                   | +32                  | 64                   | 2.                   |
| 1995/96                                    | 1. liga                               | 1                    | 30                   | 23                   | 1                    | 6                    | 68                   | 28                   | +40                  | 70                   | 1.                   |
| 1996/97                                    | 1. liga                               | 1                    | 30                   | 18                   | 7                    | 5                    | 59                   | 24                   | +35                  | 61                   | 2.                   |
| 1997/98                                    | Gambrinus liga                        | 1                    | 30                   | 17                   | 8                    | 5                    | 42                   | 22                   | +20                  | 59                   | 2.                   |
| 1998/99                                    | Gambrinus liga                        | 1                    | 30                   | 15                   | 10                   | 5                    | 51                   | 31                   | +20                  | 55                   | 3.                   |
| 1999/00                                    | Gambrinus liga                        | 1                    | 30                   | 21                   | 5                    | 4                    | 53                   | 25                   | +28                  | 68                   | 2.                   |
| 2000/01                                    | Gambrinus liga                        | 1                    | 30                   | 14                   | 10                   | 6                    | 46                   | 32                   | +14                  | 52                   | 2.                   |
| 2001/02                                    | Gambrinus liga                        | 1                    | 30                   | 12                   | 11                   | 7                    | 45                   | 34                   | +11                  | 47                   | 5.                   |
| 2002/03                                    | Gambrinus liga                        | 1                    | 30                   | 18                   | 10                   | 2                    | 65                   | 19                   | +46                  | 64                   | 2.                   |
| 2003/04                                    | Gambrinus liga                        | 1                    | 30                   | 15                   | 7                    | 8                    | 43                   | 24                   | +19                  | 52                   | 4.                   |
| 2004/05                                    | Gambrinus liga                        | 1                    | 30                   | 15                   | 8                    | 7                    | 39                   | 25                   | +14                  | 53                   | 2.                   |
| 2005/06                                    | Gambrinus liga                        | 1                    | 30                   | 15                   | 9                    | 6                    | 56                   | 34                   | +22                  | 54                   | 3.                   |
| 2006/07                                    | Gambrinus liga                        | 1                    | 30                   | 17                   | 7                    | 6                    | 44                   | 23                   | +21                  | 58                   | 2.                   |
| 2007/08                                    | Gambrinus liga                        | 1                    | 30                   | 17                   | 9                    | 4                    | 45                   | 24                   | +21                  | 60                   | 1.                   |
| 2008/09                                    | Gambrinus liga                        | 1                    | 30                   | 18                   | 8                    | 4                    | 57                   | 25                   | +32                  | 61                   | 1.                   |
| 2009/10                                    | Gambrinus liga                        | 1                    | 30                   | 11                   | 8                    | 11                   | 37                   | 35                   | +2                   | 41                   | 7.                   |
| 2010/11                                    | Gambrinus liga                        | 1                    | 30                   | 9                    | 13                   | 8                    | 41                   | 36                   | +5                   | 40                   | 9.                   |
| 2011/12                                    | Gambrinus liga                        | 1                    | 30                   | 8                    | 10                   | 12                   | 28                   | 34                   | -6                   | 34                   | 12.                  |
| 2012/13                                    | Gambrinus liga                        | 1                    | 30                   | 11                   | 9                    | 10                   | 41                   | 33                   | +8                   | 42                   | 7.                   |
| 2013/14                                    | Gambrinus liga                        | 1                    | 30                   | 8                    | 6                    | 16                   | 24                   | 51                   | -27                  | 30                   | 13.                  |
| 2014/15                                    | Synot liga                            | 1                    | 30                   | 9                    | 7                    | 14                   | 40                   | 45                   | -5                   | 34                   | 11.                  |
| 2015/16                                    | Synot liga                            | 1                    | 30                   | 14                   | 10                   | 6                    | 48                   | 26                   | +22                  | 52                   | 5.                   |
| 2016/17                                    | ePojisteni.cz liga                    | 1                    | 30                   | 20                   | 9                    | 1                    | 65                   | 22                   | +43                  | 69                   | 1.                   |
| 2017/18                                    | HET liga                              | 1                    | 30                   | 17                   | 8                    | 5                    | 50                   | 19                   | +31                  | 59                   | 2.                   |
| 2018/19                                    | Fortuna: Liga                         | 1                    | 30                   |                      |                      |                      |                      |                      |                      |                      |                      |

### Статистика у чемпіонатах
- Найкращий результат: 1 місце (18 разів)
- Найгірший результат: 14 місце (3 рази — 1960/61, 1962/63 і 1972/73)
- Найбільша перемога: 15:1 проти «СК Чеські Будейовиці» (1947/48)
- Найбільша поразка: 0:7 від «Тепліце» (2013/14)
- Найдовша переможна серія: 23 матчі (28 квітня 1929 — 9 січня 1930)
- Найдовша серія без поразок: 36 матчів (28 серпня 2016 року — 22 жовтня 2017 року)
- Найдовша серія без перемог: 16 матчів (1956—1958)
- Найдовша суха серія воротаря: Зденек Янош — 586 хвилин (1992—1993)
- Найдовша суха серія команди: Ян Стейскал і Радек Черний — 600 хвилин (1997—1998)
- Найдовша серія без голів: 505 хвилин (2006—2007)
- Найбільша кількість очок за сезон: 70 (1995/96)
- Найбільша кількість голів за сезон: 131 голи (1943/44)
- Найкращий бомбардир клубу в історії: Йозеф Біцан — 417 голів
- Найкращий бомбардир клубу за сезон: Йозеф Біцан — 57 голів (1943/44)
- Найкращий бомбардир клубу за матч: 7 голів — Йозеф Біцан (4 рази), Вацлав Горак (1 раз)
- Найбільше матчів за клуб: Франтішек Веселий — 404
- Найбільше поспіль матчів за клуб: Франтішек Веселий — 133

### Рекорди відвідуваності
- Абсолютний: 50 000 глядачів (8 липня 1945 року — товариський матч проти «ШК Братислава» 4:2) — Страговський стадіон
- В єврокубках : 45 000 глядачів (4 вересня 1938 року — фінал Кубка Мітропи проти «Ференцвароша» 2:2) — Страговський стадіон
- Перша ліга Чехословаччини: 42 000 глядачів (9 квітня 1966 року — проти «Спарти» 1:1) — Стадіон «Еден»
- Друга ліга Чехословаччини: 42 000 глядачів (12 червня 1965 року — проти «Пльзені» 4:1) — Стадіон «Еден»
- Чемпіонат Чехії: 20 698 глядачів (17 травня 2008 року — проти «Яблонця» 2:2) — «Еден Арена»

### Найкращі бомбардири чемпіонату зі «Славії»
- Ян Ванік — 1925 (13 голів)
- Антонін Пуч — 1927 (13), 1928/29 (13)
- Їржі Соботка — 1933/34 (18)
- Франтішек Свобода — 1934/35 (27)
- Войтех Брадач — 1935/36 (42)
- Йозеф Біцан — 1937/38 (22), 1938/39 (29), 1939/40 (50), 1940/41 (38), 1941/42 (45), 1942/43 (39), 1943/44 (57), 1945/46 (31), 1946/47 (43), 1948 (21)
- Ладислав Главачек — 1949 (28)
- Петер Герда — 1981/82 (15)
- Іво Кнофлічек — 1984/85 (21)
- Мілан Шкода — 2016/17 (15)

### Єврокубки
| Турнір                        | М   | В  | Н  | П  | ГЗ  | ГП  | РГ  | В%    |
| ----------------------------- | --- | -- | -- | -- | --- | --- | --- | ----- |
| Ліга чемпіонів УЄФА           | 32  | 10 | 8  | 14 | 25  | 44  | −19 | 31,25 |
| Кубок володарів кубків УЄФА   | 8   | 3  | 3  | 2  | 11  | 9   | +2  | 37,50 |
| Кубок УЄФА / Ліга Європи УЄФА | 109 | 41 | 29 | 39 | 139 | 127 | +12 | 37,61 |
| Всього                        | 149 | 54 | 40 | 55 | 175 | 180 | —   | 36,24 |

Останнє оновлення: 24 липня 2018
Джерело: UEFA.com

#### Ліга чемпіонів УЄФА
- 1996/97 — кваліфікація (Грассгоппер)
- 2000/01 — 3-й раунд кваліфікації (Шахтар (Донецьк))
- 2001/02 — 3-й раунд кваліфікації (Панатінаїкос)
- 2003/04 — 3-й раунд кваліфікації (Сельта)
- 2005/06 — 3-й раунд кваліфікації (Андерлехт)
- 2007/08 — Груповий етап (3 місце після Севільї та Арсеналу)
- 2008/09 — 3-й раунд кваліфікації (Фіорентіна)
- 2009/10 — 3-й раунд кваліфікації (Шериф)
- 2017/18 — 4-й раунд кваліфікації (АПОЕЛ)
- 2018/19 — 3-й раунд кваліфікації (Динамо (Київ))

#### Кубок УЄФА/Ліга Європи
- 1976/77 — 1-й раунд (Академік (Софія))
- 1977/78 — 1-й раунд (Стандард (Льєж))
- 1985/86 — 1-й раунд (Сент-Міррен)
- 1992/93 — 1-й раунд (Гарт оф Мідлотіан)
- 1993/94 — 1-й раунд (ОФІ)
- 1994/95 — 1-й раунд (АІК)
- 1995/96 — півфінал (Жиронден де Бордо)
- 1996/97 — 2-й раунд (Валенсія)
- 1998/99 — 2-й раунд (Болонья)
- 1999/00 — чвертьфінал (Лідс Юнайтед)
- 2000/01 — 4-й раунд (Кайзерслаутерн)
- 2001/02 — 1-й раунд (Серветт)
- 2002/03 — 4-й раунд (Бешікташ (футбольний клуб))
- 2003/04 — 2-й раунд (Левскі)
- 2004/05 — 2-й раунд (Динамо (Тбілісі))
- 2005/06 — 3-й раунд (Палермо)
- 2006/07 — 1-й раунд (Тоттенгем Готспур)
- 2007/08 — 3-й раунд (Тоттенгем Готспур)
- 2008/09 — 5 місце в групі F (після Гамбурга, Аякса, Астон Вілли та Жиліни)
- 2009/10 — 4 місце в групі B (після Валенсії, Лілля та Дженоа)
- 2016/17 — 4-й раунд (Андерлехт (футбольний клуб))
- 2017/18 — 3 місце в групі А (після Вільярреала та Астани)

#### Кубок ярмарків
- 1967/68 — 1-й раунд (Кельн)
- 1968/69 — 2-й раунд (Гамбург)

#### Кубок володарів кубків УЄФА
- 1974/75 — 1-й раунд (Карл Цейс)
- 1997/98 — чвертьфінал (Штутгарт)

## Досягнення

### Чемпіонати
- Чемпіон Чехії та Моравії (6): 1897 (весна), 1897 (осінь), 1898, 1899, 1900, 1901
- Чемпіон Богемії (2): 1913, 1915
- Чемпіон Середньочеської ліги (1): 1918,
- Чемпіон Чехословаччини (9): 1925, 1928/29, 1929/30, 1930/31, 1932/33, 1933/34, 1934/35, 1936/37, 1946/47
- Чемпіон протекторату Богемії і Моравії (4): 1939/40, 1940/41, 1941/42, 1942/43
- Чемпіон Чехії: (8): 1995/96, 2007/08, 2008/09, 2016/17, 2018/19, 2019/20, 2020/21, 2024/25

### Кубки
- Володар Кубка милосердя (4): 1908[171], 1910, 1911, 1912
- Володар Середньочеського кубка (10): 1922, 1926, 1927, 1928, 1930, 1932, 1935, 1941, 1943[172], 1944[172]
- Володар Кубка визволення (3): 1940/41[173], 1941/42[173], 1945[173]
- Володар Кубка Чехії: (7): 1996/97, 1998/99, 2001/02, 2017/18, 2018/19, 2020/21, 2022/23

### Міжнародні
- Володар Кубка Мітропи (1): 1938
- Співпереможець Кубка Інтертото (7): 1970, 1972, 1977, 1978, 1986, 1992, 1993

## Відомі футболісти
Докладніше див. Футболісти «Славії» (Прага)
За даними книги Věčná Slavia та офіційного сайту клубу.
| - Ян Кошек - Ян Ванік - Рудольф Слоуп - Йозеф Чапек - Ярослав Ханя - Еміл Сейферт - Йозеф Кратохвіл - Йозеф Слоуп-Штаплік - Йозеф Сильний - Їндржих Шолтис - Антонін Пуч - Франтішек Свобода - Франтішек Планічка - Штефан Чамбал - Рудольф Крчіл - Франтішек Юнек - Їржі Соботка - Ладислав Женишек - Войтех Брадач | - Йозеф Біцан - Олекса Бокшай - Карел Черний - Отакар Ножирш - Ладіслав Шимунек - Рудольф Витлачил - Властиміл Копецький - Честмир Вицпалек - Карел Фінек - Фердинанд Даучик - Властіміл Лука - Антонін Брадач - Їндржих Голман - Ота Гемеле - Франтішек Гампейс - Їржі Ганке - Еміль Кабічек - Станіслав Коцоурек - Франтішек Іпсер | - Ладислав Главачек - Алоїс Йонак - Їржі Трнка - Ян Андрейкович - Іво Урбан - Мілош Урбан - Мілош Штадлер - Їржі Гільдебрандт - Ян Лала - Карел Непомуцький - Їржі Пешек - Бржетислав Долейший - Мірослав Лінгарт - Йозеф Ледецький - Богуміл Смолік - Франтишек Веселий - Йозеф Кадраба - Йозеф Піша - Мірослав Старек | - Франтішек Зламал - Ян Мареш - Ян Лужа - Властиміл Петржела - Душан Герда - Зденек Клімеш - Франтішек Ціпро - Роберт Сегмюллер - Петер Герда - Збинек Готовий - Рудольф Свобода - Мірослав Пауржик - Карел Яролім - Владіслав Лауда - Їржі Єслінек - Йозеф Боушка - Карел Нахтман - Йозеф Пешице - Іво Лубас | - Павол Стрічко - Іржі Замазал - Мірослав Яну - Юрай Шимурка - Любош Пршибил - Любош Кубік - Іво Кнофлічек - Ярослав Немец - Мілан Фрида - Мілан Шимунек - Павел Ржегак - Богуш Вігер - Бартоломей Юрашко - Штефан Руснак - Павел Кука - Ян Стейскал - Патрік Бергер - Ян Сухопарек - Радек Бейбл | - Карел Поборський - Любош Козел - Павел Горват - Ріхард Досталек - Радек Черний - Карел Пітак - Душан Швенто - Мікаель Таварес - Матей Крайчік - Мартін Ваняк - Мирослав Стох - Станіслав Влчек - Томаш Нецид - Владімір Шміцер - Данні - Мішаель Нгадеу-Нгаджуї Українські гравці - Руслан Ротань - Едуард Соболь |

## Головні тренери
| - Джон Вільям Мадден (1905–30) - Йозеф Слоуп-Штаплік (1930–33) - Кальман Конрад (1933–35) - Ян Рейхардт (1935–38) - Еміл Сейферт (1939–46) - Йозеф Пояр (1946–47) - Вілем Кьоніг (1947–48) - Ян Рейхардт (1949) - Вілем Кьоніг (1950–51) - Еміл Сейферт (1952–53) - Йозеф Біцан (1954–56) - Антонін Ригр (1956–58) - Йозеф Форейт (1958) - Антонін Ригр (1959) - Властиміл Копецький (1959) - Карел Фінек (1959–60) - Йозеф Форейт (1960) - Антонін Ригр (1960–63) - Карел Фінек (1963–64) - Франтішек Іпсер (1964–66) - Вратіслав Фікейз (1966) | - Мірко Парачек (1966) - Франтішек Гавранек (1966–68) - Їржі Недвідек (1968–69) - Йозеф Форейт (1969–70) - Антонін Ригр (1970–72) - Мірослав Лінгарт (1972) - Рудольф Витлачил (1973) - Ярослав Яреш (1973–79) - Богуміл Мусіл (1979–80) - Йозеф Боушка (1981) - Мірослав Старий (1981) - Мілан Мачала (1982–84) - Ярослав Яреш (1984–86) - Властиміл Петржела (1986–87) - Томаш Поспіхал (1987–88) - Іван Копецький (1988–89) - Властиміл Петржела (1990–92) - Йозеф Ярабінський (1992–93) - Їндржих Деймал (1993–94) - Мірослав Беранек (1994–95) - Франтішек Ціпро (1995–97) | - Павел Тобіас (1997–98) - Петр Рада (1998) - Ярослав Гржебік (1998–99) - Франтішек Ціпро (1999–00) - Карел Яролім (2000–01) - Йозеф Пешице (2001) - Мірослав Беранек (2001–03) - Йозеф Цсаплар (2004–05) - Карел Яролім (2005–10) - Франтішек Ціпро (2010) - Карел Яролім (2010) - Міхал Петроуш (2010–11) - Франтішек Страка (2011–12) - Мартін Поустка (2012) - Петр Рада (2012–13) - Міхал Петроуш (2013) - Мірослав Коубек (2013–14) - Алекс Пастор (2014) - Мірослав Беранек (2014–15) - Душан Угрін (мол.) (2015–16) - Ярослав Шилгавий (2016–17) - Їндржих Трпишовський (2017–) |